# Ersa
Pour les articles homonymes, voir Ersa (lune).
Ersa est une commune française située dans la circonscription départementale de la Haute-Corse et le territoire de la collectivité de Corse. Elle appartient à l'ancienne piève de Rogliano, dans le Cap Corse.

## Géographie

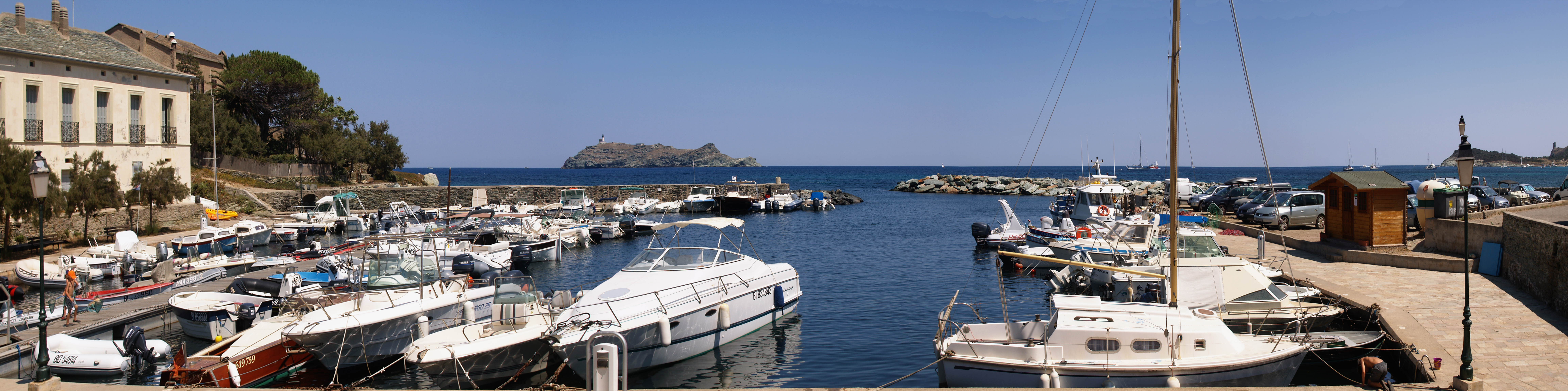
L'île de La Giraglia vue depuis le port de Barcaggio.

### Situation
Ersa est la commune la plus au nord du Cap Corse, parfois surnommée « Finistère » de la Corse. C'est l'une des dix-huit communes regroupées au sein de la communauté de communes du Cap Corse.
Du fait de sa situation, Ersa occupe une position militaire stratégique en Méditerranée.
Communes limitrophes

### Géologie et relief
Le Cap Corse est un bloc de schistes lustrés édifié au tertiaire lors de la surrection des Alpes sur un socle hercynien, de la fin de l'ère primaire. Outre sur l’ilot de Capense (Centuri) et à Mute (Morsiglia), on trouve les plus anciens schistes entre Tollare et jusqu'au sud de Gualdo d'Ersa. Ils sont déformés, broyés ; ils se sont chevauchés avec des gneiss antécambriens intercalés d'amphibolites vert-foncé et de filons granitiques kaolinisés par l'action des eaux au contact du feldspath du granite, en surface et dans les fissures. Au nord-ouest d'Ersa, le Monte Maggiore est composé d'ophiolites très résistantes, roches magmatiques nommées péridotites transformées en serpentinites lamellaires (ou antigorite), teintées en vert par l'olivine. La serpentine est une remarquable roche métamorphique facilement sciable qui offre un marbre ornemental d'un vert émeraude recherché nommé Verde Stella. D'anciennes carrières étaient exploitées autour de la cime Mercolinco au sud-est de la commune.
De l'antimoine a été extrait en plusieurs endroits de la commune : Granaggiolo, Castagnone, Fioracce, Guadicello et Sainte Marie. Au lieu-dit Salicelli proche de l'église ruinée de Sant'Andrea se trouve une ancienne mine d'antimoine (teneur 33 %) qui a été exploitée de 1898 à 1918. La mine a occupé jusqu'à 50 employés. Elle est aujourd'hui reprise à l'inventaire général du patrimoine culturel. Au lieu-dit Gabbia, existait une petite mine d'argent.
Ersa occupe un territoire de près de 20,5 km2 compris entre Centuri à l'ouest et Rogliano à l'est. Comme beaucoup de communes du Cap, ses limites sont représentées par des chaînons montagneux partant de la côte et dirigées ici vers le début de la dorsale du Cap Corse. Elles sont formées par une ligne de crête passant par Monte Longo (327 m), Cima di Castellucciu (389 m), col de la Serra (365 m), Monte Torricella (562 m) jusqu'à l'extrémité sud (444 m) de la commune qui est proche des ruines de Santa Chiara (Centuri) et peu au nord de Pointe de Colombara. La ligne remonte ensuite en quasi ligne droite direction N-NE jusqu'à la limite orientale d'Ersa, rejoignant le fiume Acqua Tignese et suivant son cours jusqu'à son embouchure dans la mer Ligurienne. Le nord-ouest de la commune est dominé par le Monte Maggiore (359 m) au pied duquel serpente la route desservant le sémaphore du Cap Corse.
Punta Torricella, point culminant de la commune, est un poste d'observation remarquable car il permet de surveiller une grande partie du littoral du Cap Corse. De juin 1812 à avril 1814 un poste de vigie avait été installé à son sommet pour surveiller le littoral du nord du Cap Corse car la flotte anglaise attaquait les navires assurant les liaisons entre la Corse et la Provence. Au siècle dernier une station de surveillance radar y avait été installée. Elle était gérée par des militaires de la BA 126.
La façade maritime d'Ersa va de la Punta di Cornu di Beccu à l'ouest jusqu'à l'embouchure du fiume Acqua Tignese à l'est. Elle comprend le Capo Grosso sur lequel a été installé le sémaphore du Cap Corse, la marine de Tollare, et celle plus importante, du port de pêche et plaisance de Barcaggio. La côte alterne de belles plages de sable et de galets avec de petites calanques.

#### La Giraglia

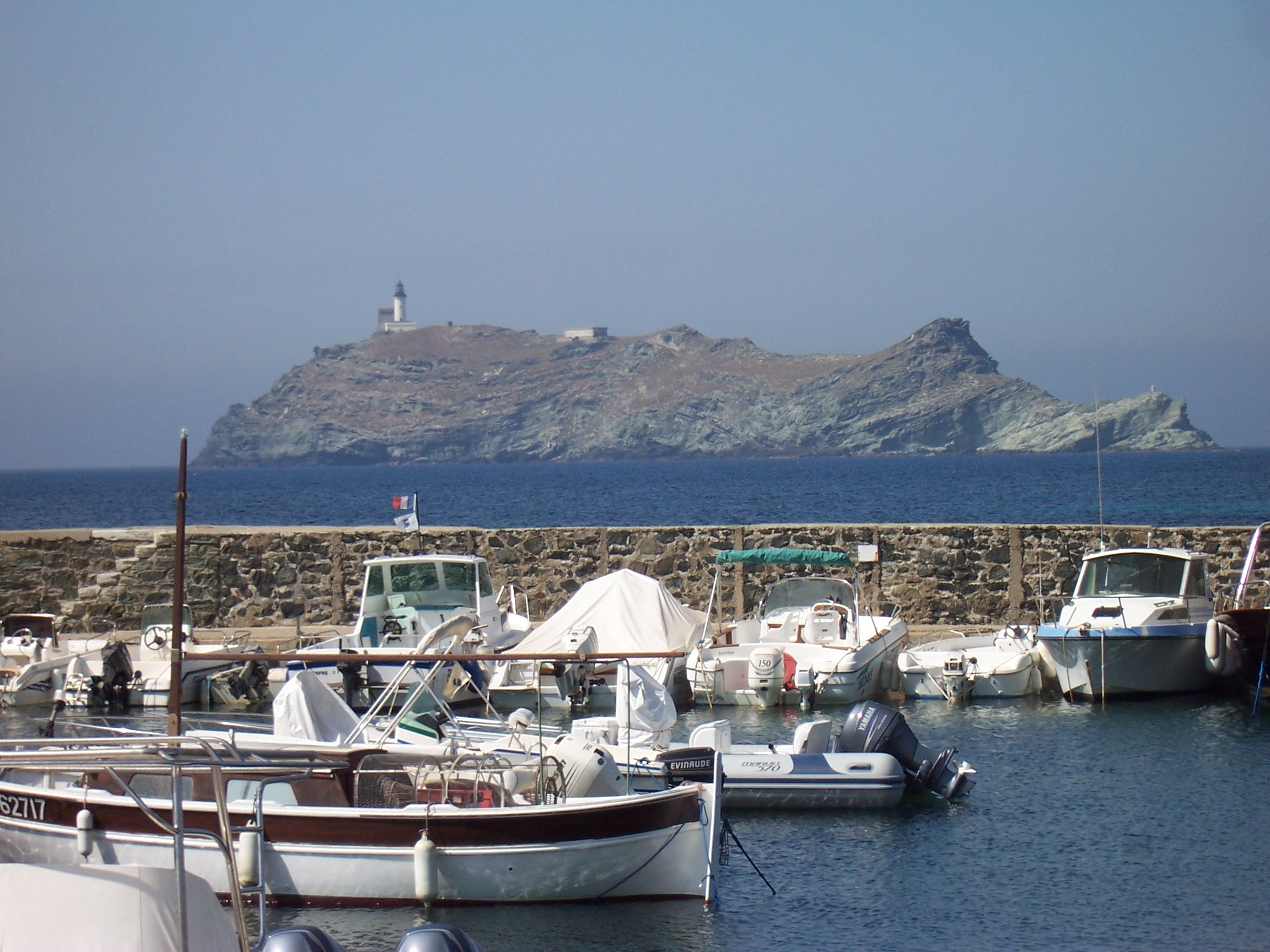
L'île de la Giraglia vue depuis la marine de Barcaghju.

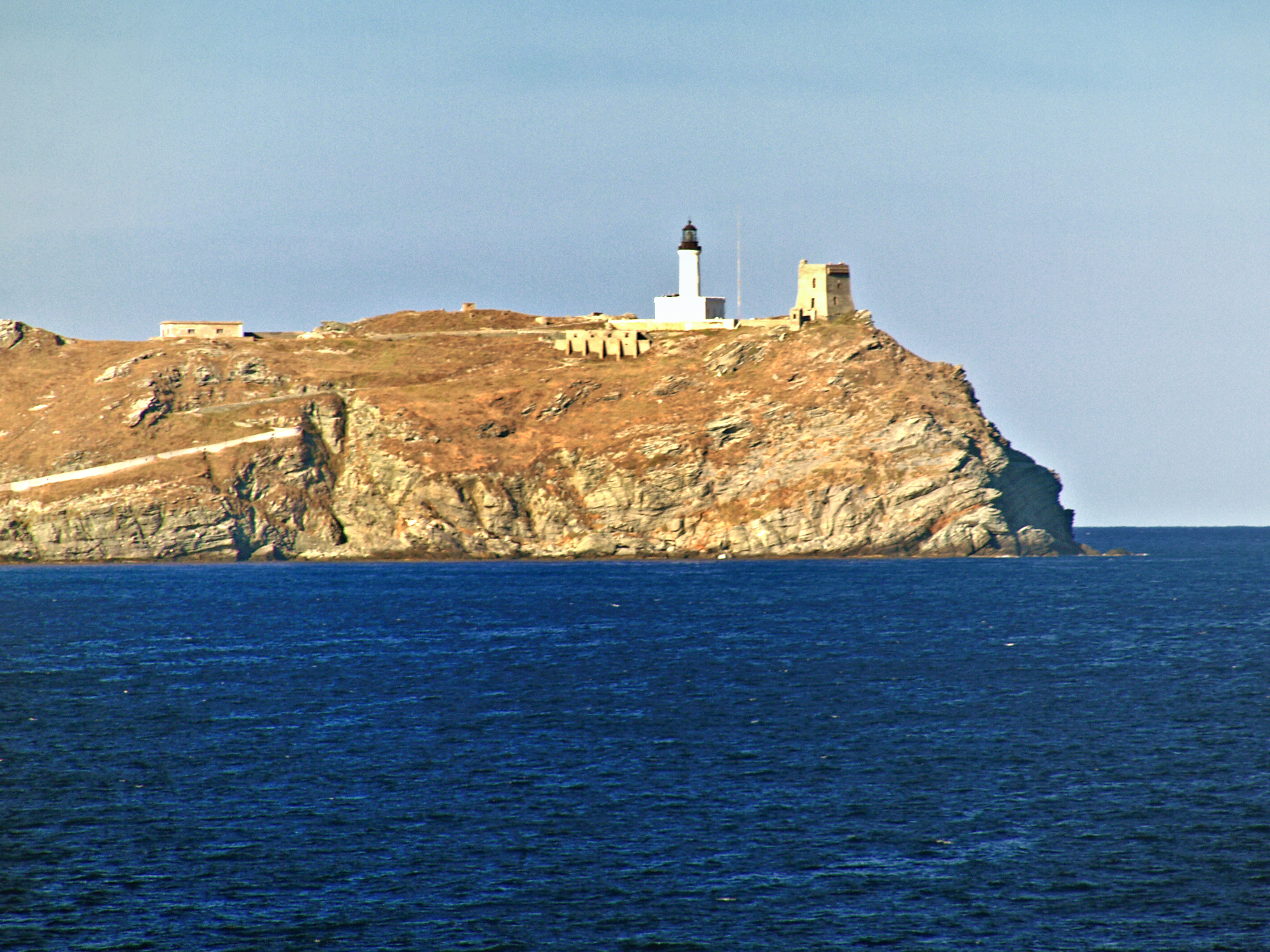
Les phares et tours de la Giraglia.

À environ un mille au nord de Barcaggio, se trouve l'île de la Giraglia, protégée (site Natura 2000).
L'île qui a une superficie de 10,3 ha, est un rocher de serpentine (prasinites vertes et schistes noirs) culminant à 66 m au-dessus du niveau de la mer Ligurienne.
La Giraglia comporte :
- une tour génoise carrée, bâtie au XVIe siècle ;
- un phare puissant visible à 100 km à la ronde, qui remplace depuis 1948 une énorme lampe à pétrole qui a fonctionné un siècle durant ;
- les ruines d'une ancienne chapelle San Pasquale ;
- un oratoire Santa Maria ;
- un bâtiment militaire. Napoléon Ier avait doté l'île d'une batterie de la force, car la flotte anglaise attaquait les navires assurant la liaison Corse - Provence.

Aux siècles derniers, les environs de l'île étaient très poissonneux. La pêche au corail s'y pratiquait.

### Climat et végétation

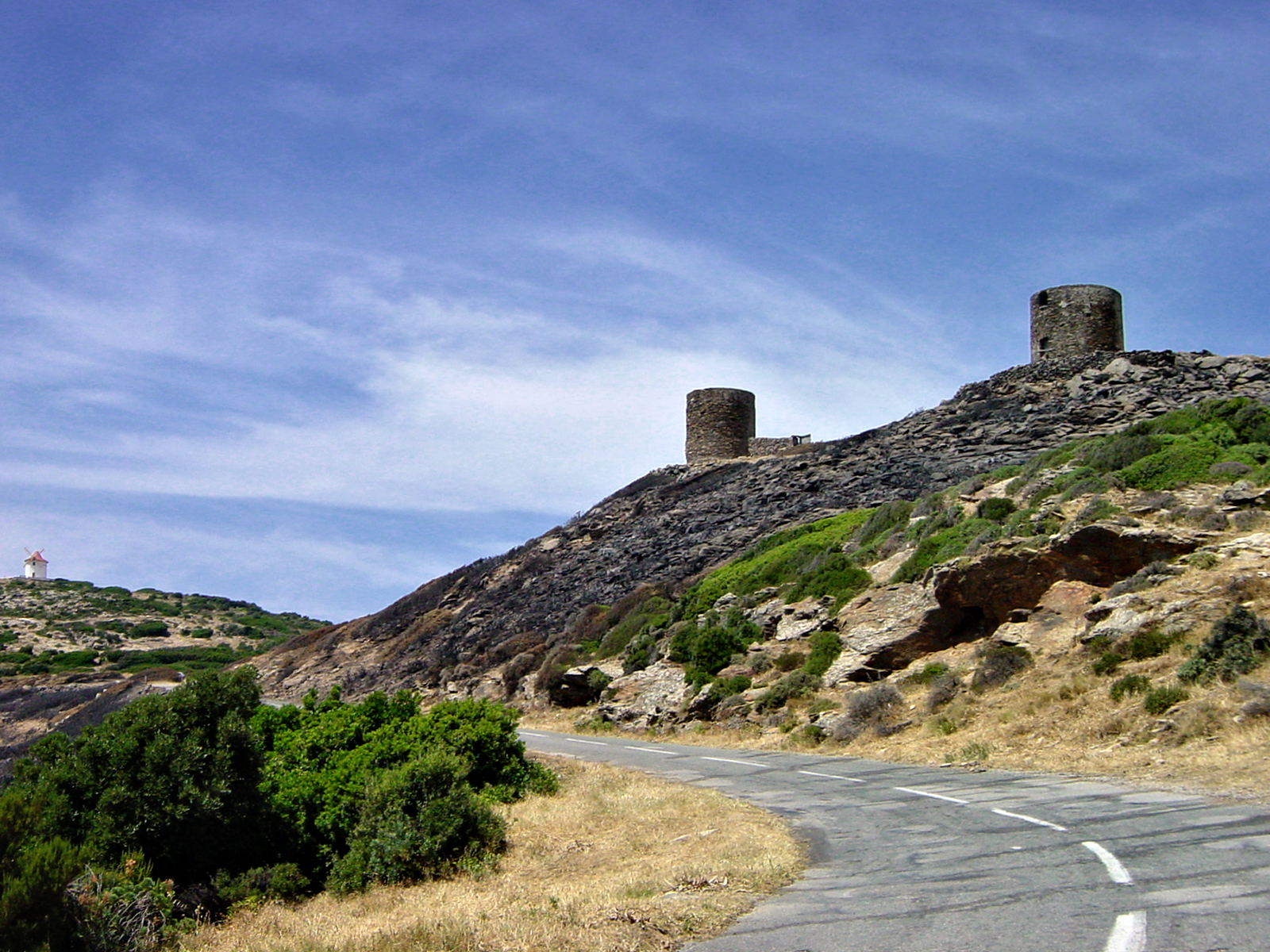
Anciens moulins à bocca de la Serra.

Les précipitations sont plus faibles à Ersa que partout ailleurs dans le Cap. Aux mois les plus arrosés d'octobre à mars, succèdent des périodes plus sèches, comportant de fortes pluies orageuses brèves, tout comme des pluies très fines pouvant durer plusieurs jours.
Le manteau forestier est inexistant sur toute la partie nord-ouest de la commune dominée par le Monte Maggiore et qui est couverte d'un maquis ras. Le secteur Nord Cap Corse est fréquemment balayé par le libeccio, vent d'ouest dominant, sec et violent, souvent mêlé au punente, ou par la provinza ou le maistrale sec et chaud l'été, humide et froid l'hiver. Plus à l'est, les chênes verts quand ils ne sont pas détruits par des incendies fréquents, se mélangent à un maquis plus haut, composé des essences traditionnelles : cistes, lentisques, romarins, bruyère, arbousiers, avec des épineux de toutes espèces (ronces, églantier de Pouzin, salsepareille, genêt épineux, genêt de Corse, etc.) le rendant « impénétrable ». Au centre, une végétation dense, composée essentiellement de grands et longilignes chênes verts, apporte une touche de fraîcheur dans cette partie aride du Cap. Ces arbres ont poussé naturellement sur les anciennes terrasses de culture abandonnées depuis la fin des exploitations de cédratiers et de la vigne. En 1772, 207 ha étaient plantés de vigne qui depuis ont totalement disparues, et 11 ha d'oliviers. En 1862, les oliviers couvraient 44 ha.

### Hydrographie
Les quelques ruisseaux (ou fiumi) présents sont des torrents capricieux, desséchés en l'été dans leur cours inférieur.
La commune est arrosée par les fiumi Acqua Tignese (parfois appelé Giunca) qui prend sa source sur les flancs de la Pointe de Torricella, et Granaggiolo (Granaghjolu) qui a sa source à 388 m sous le Monte di u Poggio (628 m - Rogliano). Tous deux se jettent dans la Mer de Ligurie.
Trois autres petits ruisseaux (fiume di Grotta, fiume Riguzzolu et fiume d'Agnu) naissant sur les flancs du Monte Maggiore, sont situés au nord-ouest de Ersa.

### Voies de communication et transports

#### Accès routiers
Ersa est desservie par la D 80, route départementale qui fait le tour du Cap Corse et franchit dans la commune le col de Saint-Nicolas à 303 m et le col de la Serra à (365 m).
De Botticella partent deux routes conduisant à la mer, la D 153 à l'ouest qui se termine en cul-de-sac à la marine de Tollare en passant tout près de Cocinco puis Poggio, et la D 253 à l'est qui permet de se rendre à Barcaggio via Granaggiolo et le col de Cataro à 192 m. La jonction des D 153 et D 253 s'opère à près de 500 mètres au sud de Tollare, permettant d'effectuer le trajet en boucle.
Des chemins communaux permettent l'accès aux autres hameaux de la commune.
Le village est distant, par route, de :
- 9 km de Rogliano, chef-lieu de canton,
- 11 km de Macinaggio,
- 47 km du port de commerce de Bastia,
- 47 km de la gare la plus proche, celle de Bastia,
- 47 km de Bastia,
- 60 km de Saint-Florent,
- 67 km de l'aéroport de Bastia-Poretta.

#### Transports
Il n'existe pas de transports publics pour se rendre à Ersa. Seul est en place un service de transport des écoliers. Une compagnie de promenade en mers propose des liaisons maritimes entre Macinaggio, Barcaggio et le port de Centuri.

## Urbanisme

### Typologie
Au 1er janvier 2024, Ersa est catégorisée commune rurale à habitat très dispersé, selon la nouvelle grille communale de densité à sept niveaux définie par l'Insee en 2022.
Elle est située hors unité urbaine et hors attraction des villes,.
La commune, bordée par la mer Méditerranée, est également une commune littorale au sens de la loi du 3 janvier 1986, dite loi littoral. Des dispositions spécifiques d’urbanisme s’y appliquent dès lors afin de préserver les espaces naturels, les sites, les paysages et l’équilibre écologique du littoral, tel le principe d'inconstructibilité, en dehors des espaces urbanisés, sur la bande littorale des 100 mètres, ou plus si le plan local d’urbanisme le prévoit.

### Occupation des sols
L'occupation des sols de la commune, telle qu'elle ressort de la base de données européenne d’occupation biophysique des sols Corine Land Cover (CLC), est marquée par l'importance des forêts et milieux semi-naturels (92,6 % en 2018), une proportion sensiblement équivalente à celle de 1990 (93,6 %). La répartition détaillée en 2018 est la suivante : 
milieux à végétation arbustive et/ou herbacée (61 %), espaces ouverts, sans ou avec peu de végétation (20,8 %), forêts (10,8 %), eaux maritimes (3,3 %), prairies (1,8 %), zones urbanisées (1,2 %), zones agricoles hétérogènes (1,1 %). L'évolution de l’occupation des sols de la commune et de ses infrastructures peut être observée sur les différentes représentations cartographiques du territoire : la carte de Cassini (XVIIIe siècle), la carte d'état-major (1820-1866) et les cartes ou photos aériennes de l'IGN pour la période actuelle (1950 à aujourd'hui).

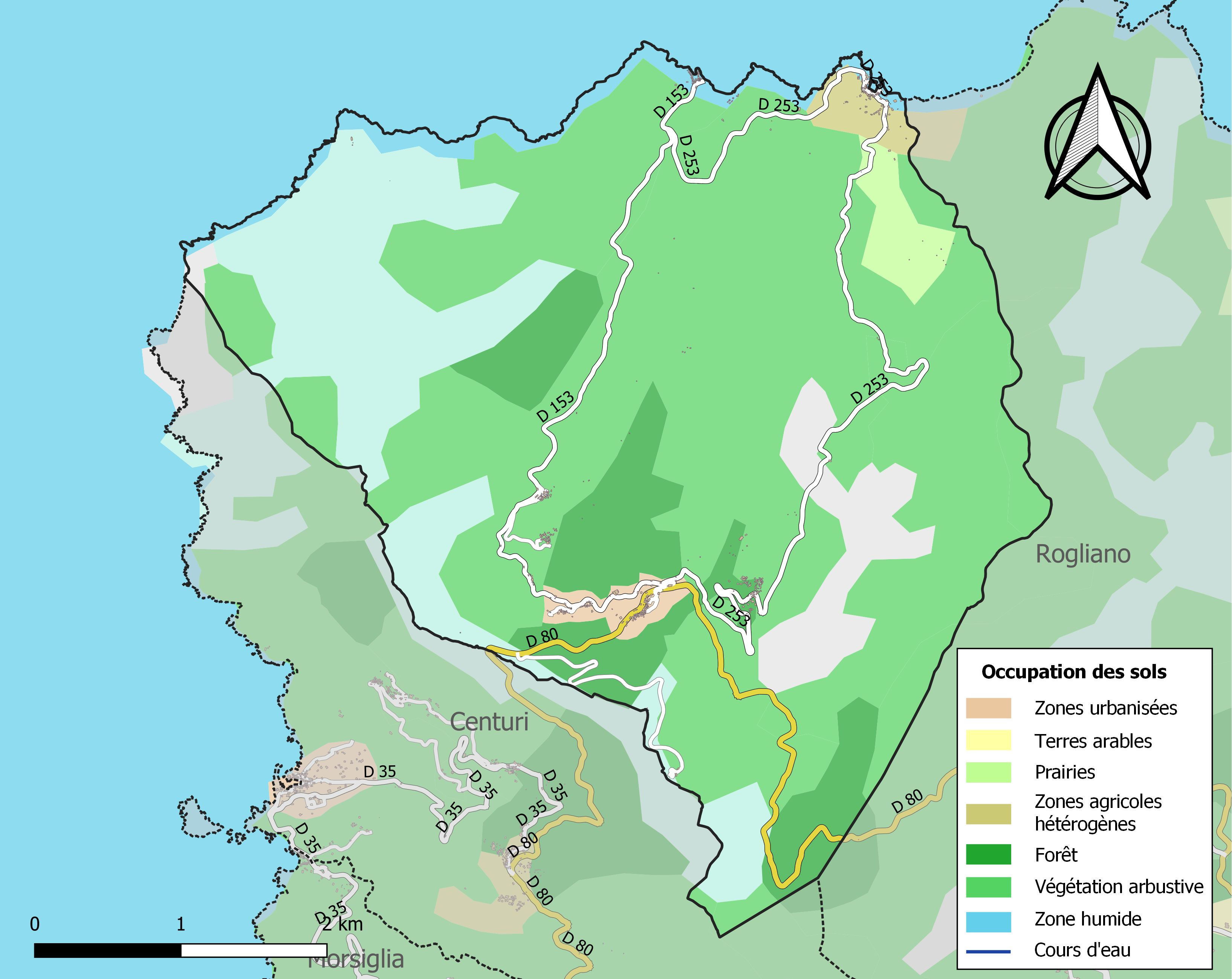
Carte des infrastructures et de l'occupation des sols de la commune en 2018 (CLC).
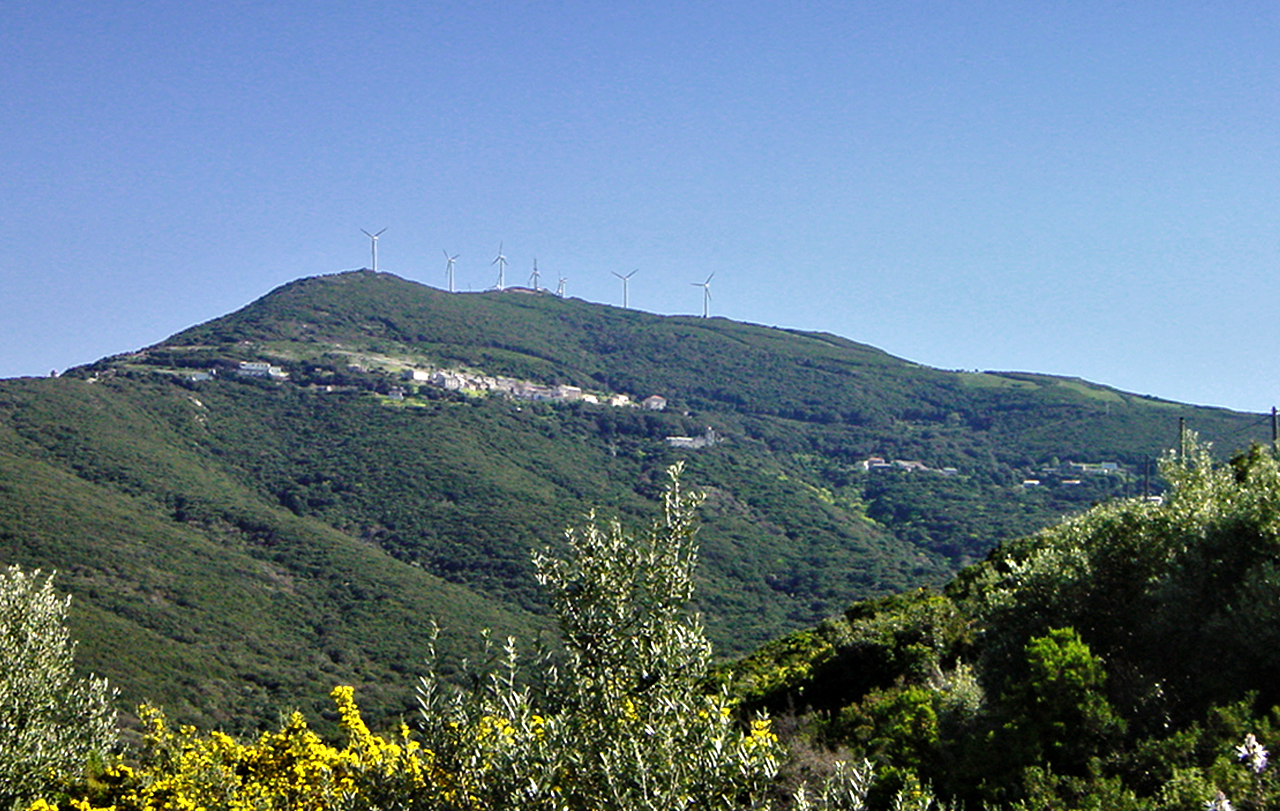
Le village de Botticella.

### Botticella

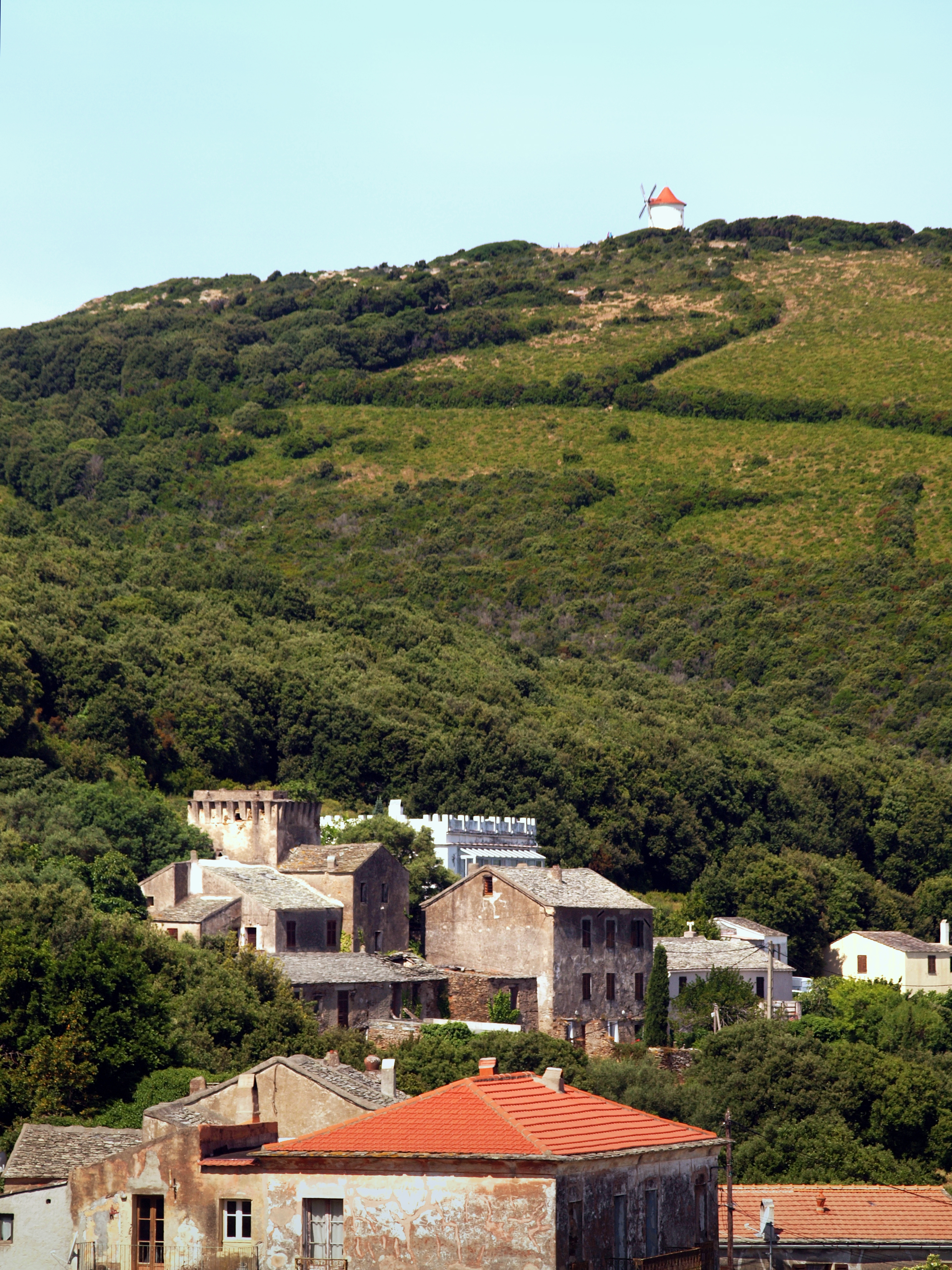
Hameau de Gualdo.

Botticella (Butticella) est l'un des deux villages dominants, avec des constructions groupées autour de la chapelle Saint-Jean-Baptiste (San Giovanni-Battista), au-dessus de la route D80. Juste en dessous se situe le lieu-dit Cunventu, du nom de l'ancien couvent des Capucins du XVIIe siècle. Celui-ci, dédié à sainte Marie-de-la-Nativité, l'était au préalable à Santa Maria Santissima Delle Bonu Succorsu. À l'époque y vivaient 8 à 15 religieux. De nos jours, il abrite les locaux de la mairie d'Ersa, l'école et la salle des fêtes. L'église conventuelle Santa Marìa Natività est l'actuelle paroisse.
Trois hameaux rapprochés sont traversés successivement lorsqu'on descend de Botticella vers la mer :
- A Piazza est situé à l'entrée et au-dessus de la route D80. S'y trouve la chapelle Saint-Antoine (Sant'Antone). Piazza tire son nom du latin platea qui signifie « espace plat ».
- Gualdo (Gualdu) provient du latin gualda signifiant « bois ». Il se situe à 60 m à l'ouest de Piazza, et est pour ainsi dire mitoyen de Piazza. C'est un ancien village moyenâgeux autrefois nommé Gallu. Il recèle un oratoire Sant'Anna ainsi qu'une tour carrée.
- Rota qui veut dire « roue », est le plus petit des trois hameaux.

Au sud à 533 m d'altitude, en limite de commune avec Centuri, se dresse la chapelle Santa Catalina. Elle est accessible en véhicule par l'ancienne route de la station radar de Torricella.

### Granaggiolo
Granaggiolo (Granaghjolu) est l'autre village dominant de la commune. Il est jouxté des deux hameaux de Guadello et Bonifacio, respectivement situés en bas et en haut du village. Les maisons sont perchées et les ruelles serrées ; l'église Saint-André et son clocher sont classés Monuments historiques. En bas du village se trouve la maison du célèbre Louis-Napoléon Mattei qui créa en 1872 l'apéritif de renommée mondiale Mattei - Cap Corse. Guadello se situe tout près de la vaste église baroque Saint-André (Sant'Andrìa), l'ancienne paroisse, aujourd'hui ruinée en partie, et mitoyenne de la chapelle de l'ancienne confrérie Santa-Croce, l'actuelle paroisse. Bonifacio est un hameau qui doit probablement son nom au patronyme Bonifacio. Il est d'ailleurs la patrie de l'écrivain Antoine Bonifacio (1865-1933), auteur de saynètes en dialecte capcorsin et de comédies remarquables.

### Cocinco
Cocinco (Cucincu) est un petit village au nord-est et en contrebas de Botticella. Pour y accéder, il faut emprunter la D 153, puis prendre la petite route sans issue, à droite au premier carrefour. L'accès au village est interdit aux véhicules routiers en raison de l'absence de route. Les maisons anciennes dont beaucoup sont rénovées, sont groupées autour de la chapelle Santu Pietru. La minuscule placette ruinée attenante à l'édifice religieux, est remarquable. S'y trouve une fontaine sur laquelle est apposée une plaque commémorative sur laquelle est gravé : « 1822 - À la famille Filippi et à M Mannoni Barthélémy son fondé de pouvoir Les habitants de Bocinco reconnaissants ».

### Poggio

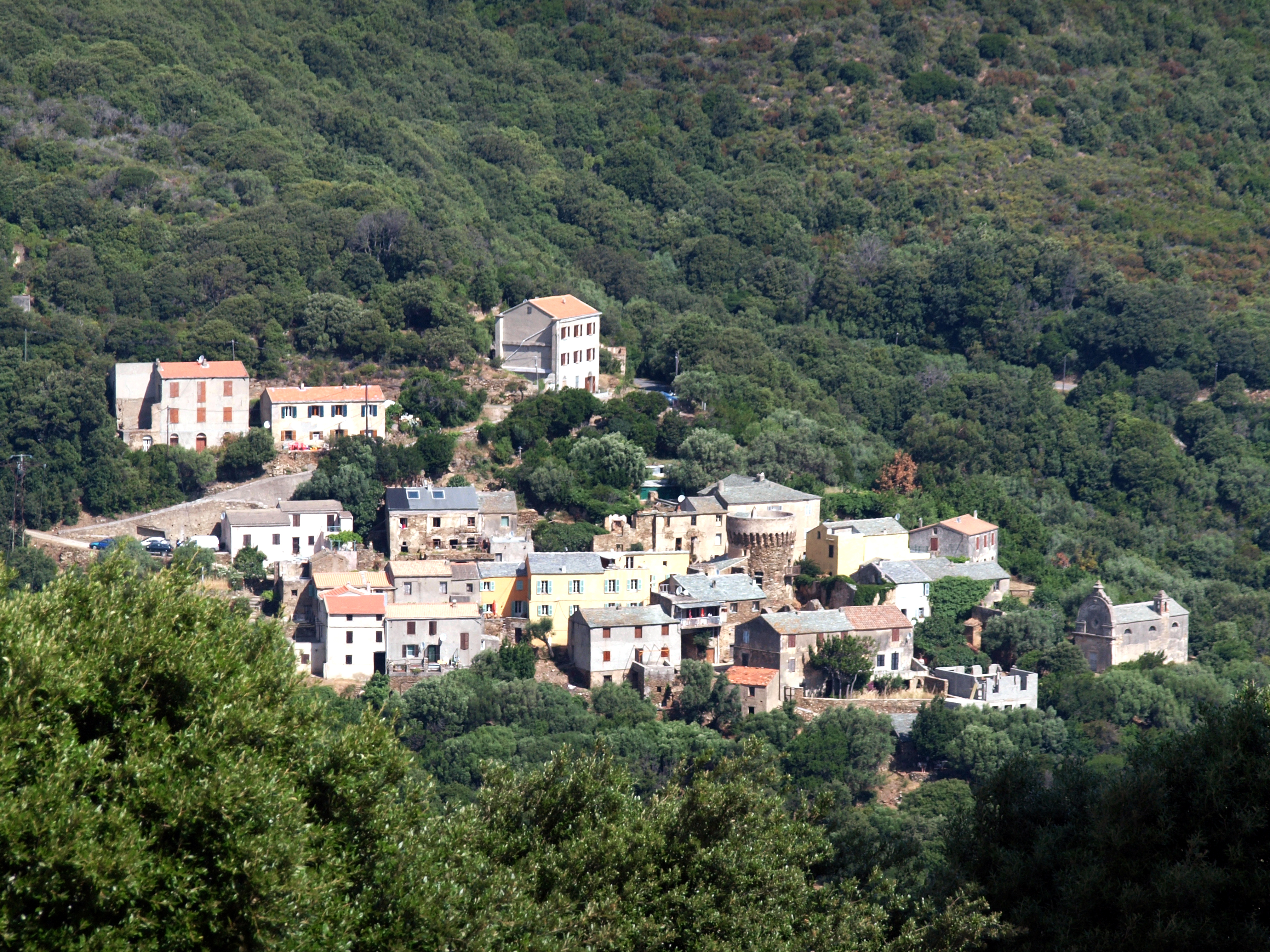
Poggio. À droite la chapelle Saint-Joseph.

Poggio (Poghju), cet autre ancien village, se trouve à environ 400 m « à vol d'oiseau » de Cocinco, à l'adret d'un vallon, sur le versant occidental d'un petit ruisseau affluent du ruisseau Granaggiolo. Pour y arriver, il faut emprunter la D 153 puis suivre la petite route sans issue, à gauche au premier carrefour. L'accès au village est piétonnier. Poggio renferme une chapelle Saint-Joseph ainsi qu'une tour ronde. Selon une légende locale, cette tour aurait été construite à l'emplacement d'un château qui existait au Xe siècle. À quelque 250 m au nord-est de Poggio, il est un lieu-dit Frescia qui signifierait « lieu frais ». En ce lieu aurait existé une bourgade romaine nommée Freggia qui, vraisemblablement, aurait été ruinée, détruite par les Barbaresques.
Proche de Freggia se dresse la chapelle Saint-Roch (San Roccu).

### Barcaggio

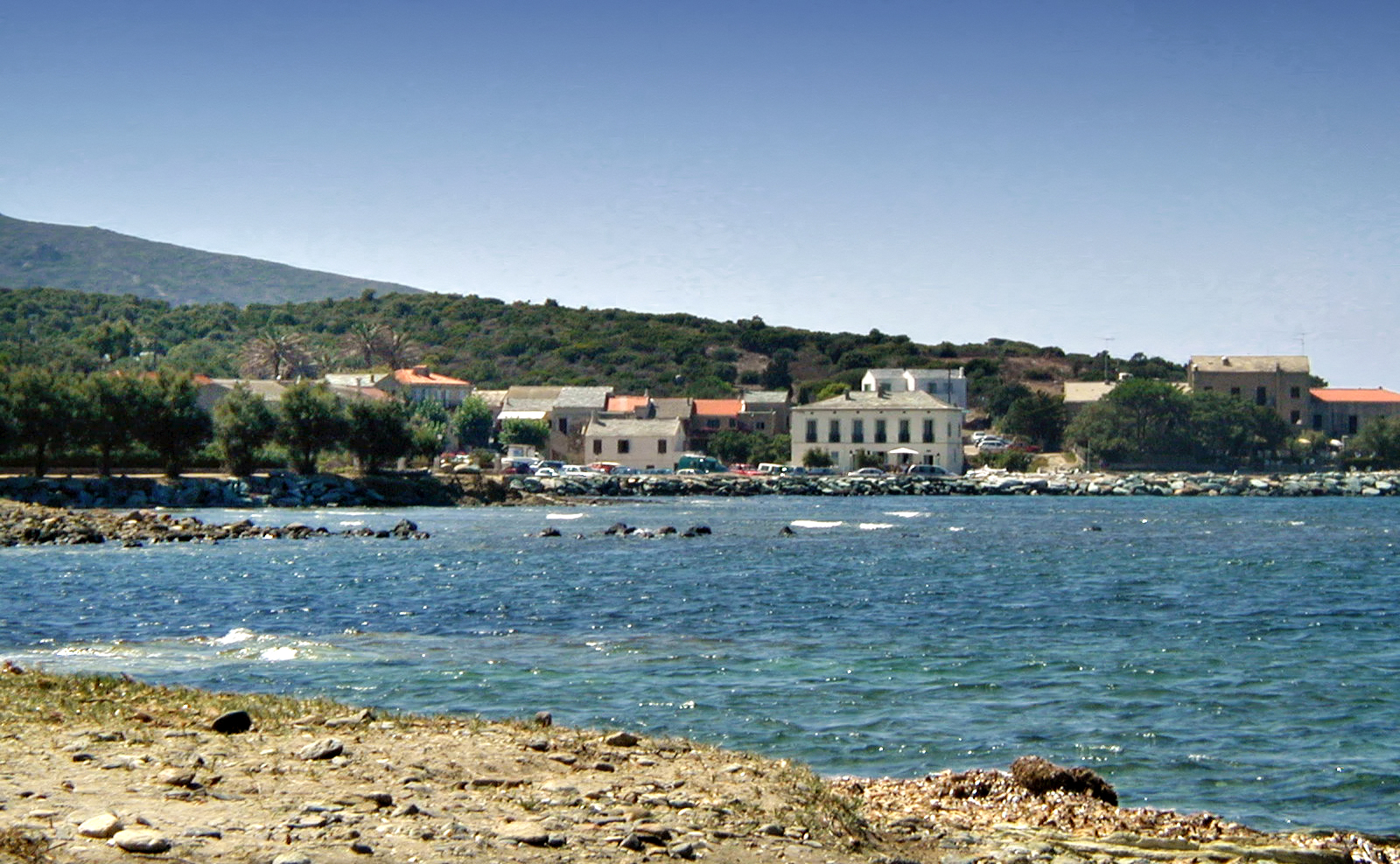
Marine de Barcaggio.

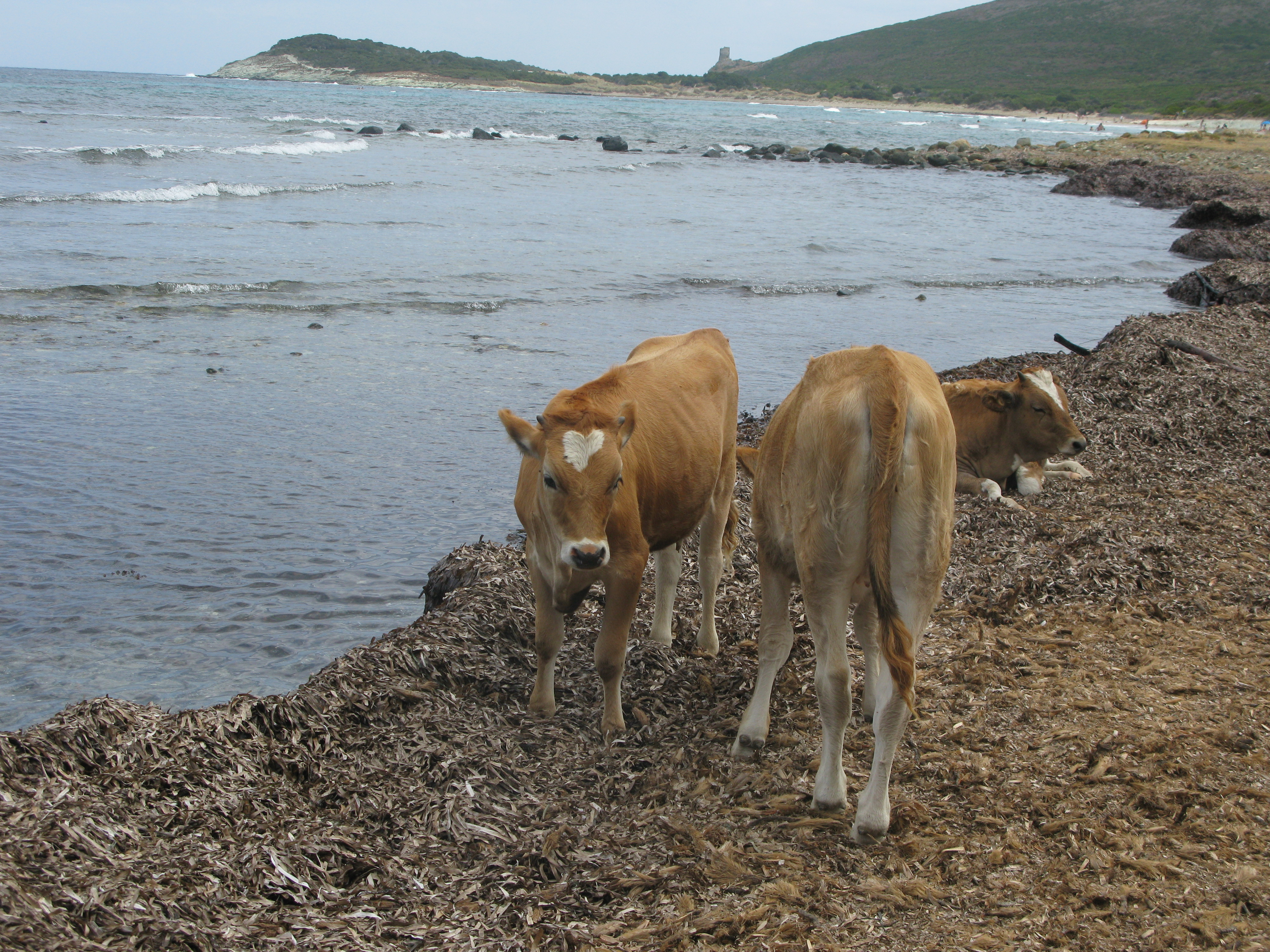
Veaux sur la plage de Barcaggio.

Barcaggio (Barcaghju) existait déjà six siècles avant notre ère. Il s'appelait alors Barcaliu, U Varcaliu. La tradition dit que l'apôtre saint Pierre aurait fait escale à Barcaggio.
L'ancien petit port de pêche de Barcaggio est situé au fond d'une baie paisible, à l'embouchure du ruisseau l'Acqua Tignese (jadis nommée Acqua di Agnese). Le cours d'eau était à l'époque franchi à l'aide d'une barque (barca), d'où son nom de Barcaggiu (il existe aujourd'hui une passerelle qui permet de le franchir, sous l'aire de stationnement aménagée, payant en période estivale). Il offre un panorama sur l’île de la Giraglia située à un mille au nord. Il occuperait l'emplacement d'une bourgade pré-romaine.
On y trouve la chapelle Saint-Pierre, et à l'écart (2 km au sud) la chapelle ruinée Sainte-Lucie. Sa grande plage de sable fin présente un ensemble de dunes remarquables, l'un des plus grands de Corse. À proximité, dans la commune de Rogliano, se trouve la tour génoise d'Agnellu, bâtie sur le promontoire du Capo Agnello. À côté de ce cap se trouve Capizollu, l'éperon rocheux le plus au nord de la Corse si l'on ne compte pas l'îlot de la Giraglia.
Barcaggio est aussi la destination de nombreux vacanciers et touristes qui viennent passer la journée à la remarquable plage de Cala au sable fin appartenant à la commune voisine de Rogliano, à partir de l'embouchure de ruisseau de Tignese. Pour d'autres, Barcaggio est une étape sur le sentier des douaniers du Cap Corse qui longe le littoral du nord Cap Corse entre Centuri et Macinaggio.
À 2 km au sud, la route D253 passe près de l'oratoire Santa Lucia dominé par le mont Sant'Antuninu (302 m) au sommet duquel se trouve Sant'Antuninu.

Plus au sud vers Granaggiolo, existait Gabbiola, un hameau disparu qui avait une chapelle San Filippu ainsi qu'une petite mine d'argent proche de la voie romaine qui franchissait alors le col de Cataro.

### Tollare

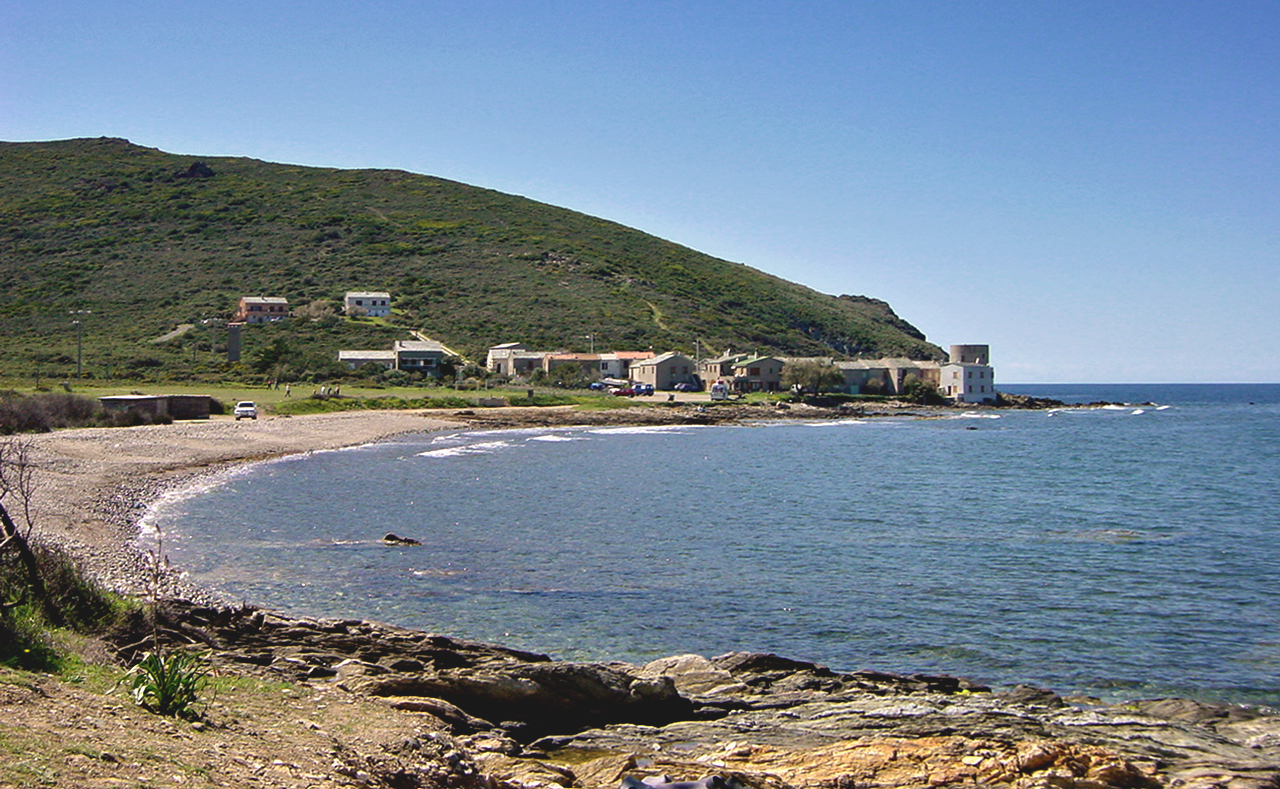
Marine de Tollare.

La marine de Tollare (Tòllari, autrefois nommé aussi Dollari) est située à l'embouchure du ruisseau Granaghjulu. Elle étend ses maisons anciennes couvertes de schiste gris avec escaliers extérieurs élevés sur voûte et aux étroites ouvertures, autour de sa tour génoise ronde, bâtie en schiste mais consolidée par un crépi au ciment. De nos jours la tour est louée et habitée par un particulier. La chapelle Sainte-Anne située au nord-ouest de la marine, remplace une antique chapelle San Marcu disparue. Les quais de la marine ont été revêtus de dalles en lauze de Brando. Un calvaire a été érigé en 1953 sur la côte à l'extrémité occidentale de la marine.
À droite de la plage en galets, à l'embouchure du ruisseau Granaggiolo nommée Arinacciu dans sa partie basse, l'antique marine de l'Arena dont les vestiges encore visibles à la fin du siècle dernier, ont été récemment restaurées « à l'identique ». Elle a été colmatée par les alluvions du fiume Arinacciu. En l'an 59 l'apôtre saint Paul de Tarse parti de Rome pour Narbonne y aurait fait escale.

## Toponymie
L'origine du nom Ersa vient d'arsa, participe passé d'arde, qui signifie « soif ardente ». L'ancien nom latin d'Ersa est Arsia, terme venant très probablement d'Arsus, qui veut dire aride, et fait certainement référence à certaines crêtes et pentes rocheuses grillées par le soleil présentes sur le territoire de la commune.

## Histoire

### Antiquité
L'occupation humaine du site remonte à une époque antérieure à la conquête romaine d'après ce qu'en témoigne l'oppidum pré-romain de Vitalleghju.
La tradition raconte que l'apôtre saint Paul de Tarse parti de Rome pour un voyage en Espagne via la Corse, fit escale en l'an 59 dans l'ancienne marine de l'Arena (Tollare). Il posa la première pierre d'un sanctuaire paléochrétien (remplacé au Xe siècle par l'église San Paolo) sur une petite éminence 1 800 m à l'ouest de la marine de Meria - (Tomino, ) proche du bourg antique de Clunium fondé au VIe siècle av. J.-C..

« La prédication de saint Paul, en Corse, est à rejeter dans le domaine des légendes ; son voyage en Espagne n'est que problématique et, à une époque où la navigation était surtout côtière, il est permis de supposer que, si ce voyage a réellement eu lieu, la route suivie a été celle indiquée par la tradition : de Rome en Gaule et de là en Espagne »

— Renan, L'Antéchrist, p. 108
Saint Pierre aurait fait escale à Barcaggiu.
Ersa était traversé par une voie romaine passant au col de Cataro (collu di u Cataru - 192 m) situé au nord de Granaggiolo et qui reliait Centurinum (Centuri) à Macinaggiu (Rogliano).

### Moyen Âge
- De la fin du IXe siècle à 1197, Ersa fut aux Peverelli, puis, de 1198 à 1248 aux Avogari qui l'ont cédée à Ansaldo da Mare.
- De 1248 à 1592, Ersa fut intégrée au fief de San Colombano di Rogliano de la famille Da Mare.

### Les temps modernes
- De 1555 à 1559, la commune fut dévastée par une occupation turque. Acarèse, corsaire turc et allié de la France, base ses galiotes dans l'anse d'Agnellu (Rogliano), d'où, de 1559 à 1563, les Barbaresques partiront ravager Centuri, Morsiglia, Minerbio, Cocollo, Ogliastro.
- 1560 - Les Turcs avaient comme élu domicile dans ces parages. Acarèse y venait fort souvent.

« Il commandait quatre galiotes et stationnait ordinairement dans l'anse d'Agnello, à la marine d'Ersa. Il avait si bien établi son autorité de ce côté qu'il appelait ordinairement ses vassaux les hommes de ce pays et il avait ordonné à ses Turcs, sous peine d'encourir sa disgrâce, de ne leur faire aucun tort dans leurs biens ni dans leurs personnes. »
— Anton Pietro Filippini in Chronique, traduction de l'Abbé Letteron in Histoire de la Corse - Tome III, p. 48
.
- En 1592, profitant du désaccord des héritiers de Barbara da Mare décédée en 1582, la république de Gênes par son gouverneur Augustin Doria s'empare du fief de San Colombano qui devient la provincia di CapoCorso. Elle impose son administration sur le nord du Cap Corse, nomme des podestats pour remplacer les gonfaloniers seigneuriaux. Ersa est annexé.
- Vers 1600, Ersa ex-"communauté" de la seigneurie Da Mare, comptait environ 400 habitants. Les lieux habités étaient alors la Boticella, Arsia, la Casanova, lo Cocinco, lo Poggio, Fresia, lo Granagiolo, Gioria, lo Suverto[14].
- 1757 : Ersa se rallie à Pascal Paoli.
- Jusqu'au XVIIIe siècle, le bout du Cap Corse est la cible de fréquentes incursions des pirates barbaresques.
- 1789 : La Révolution française supprime la province du Cap Corse pour la diviser en quatre cantons. La pieve de Capo Bianco à laquelle Ersa était rattachée, devient le canton de Capo Bianco.
- 1812 : Napoléon Ier met une vigie au monte Torricella et une batterie côtière sur la Giraglia pour parer aux attaques des navires assurant les liaisons maritimes Corse-Continent par la flotte anglaise. C'est l'année où chaque paroisse ouvre un cimetière. Les morts ne sont plus inhumés dans les églises.
- 1772 : lorsque la Corse devient française, à la fin du XVIIIe siècle, Ersa comptait 207 ha de vigne. En 1862 il n'y en avait plus que 120 ha, remplacée très souvent par des oliviers (44 ha). Le cheptel composé principalement de chèvres, était exploité par quelques bergers originaires du Niolo.
- 1789, la Corse fait partie du royaume de France. Avec la Révolution française, est créé en 1790 le département de Corse, puis en 1793, celui de El Golo (l'actuelle Haute-Corse). La commune a le nom de Ersa (An II). En 1801 on retrouve le même nom au Bulletin des lois.
- 1793 : la pieve de Seneca ancienne pieve de Luri, devient le canton de Seneca puis, la même année, le canton de Capobianco, nom gardé en 1821. En 1828, il devient canton de Rogliano avant de devenir en 1973, le canton de Capobianco, chef-lieu Rogliano[15].
- À partir de 1830, les cantons ne portent plus le nom des pieves mais celui des chefs-lieux. La pieve de Capo Bianco dont faisait partie Ersa devient le canton de Rogliano.
- 1875 : Ersa comptait 1 130 habitants. Les régressions agricole et démographique ont réduit depuis la surface viticole à un ha seulement pour 135 habitants. De nos jours, la vigne a totalement  disparu d'Ersa.

### Époque contemporaine
- 1954 : les communes de Ersa, Morsiglia, Rogliano, Tomino et Centuri formaient le canton de Rogliano. La commune d'Ersa comptait 255 habitants[14].
- Entre 1971 et 1973 sont créés de nouveaux cantons, dont le canton de Capobianco, créé avec la fusion imposée des anciens cantons de Rogliano et Luri.
- 1996 : Ersa, patrie d’Antoine Bonifacio, ne comptait plus que 125 âmes.

## Politique et administration

### Liste des maires
| Période                                  | Période  | Identité       | Étiquette | Qualité  |
| ---------------------------------------- | -------- | -------------- | --------- | -------- |
| mars 2001                                | En cours | Thomas Micheli | DVD       | Retraité |
| Les données manquantes sont à compléter. |          |                |           |          |

## Population et société

### Démographie
L'évolution du nombre d'habitants est connue à travers les recensements de la population effectués dans la commune depuis 1800. Pour les communes de moins de 10 000 habitants, une enquête de recensement portant sur toute la population est réalisée tous les cinq ans, les populations de référence des années intermédiaires étant quant à elles estimées par interpolation ou extrapolation. Pour la commune, le premier recensement exhaustif entrant dans le cadre du nouveau dispositif a été réalisé en 2006.

En 2022, la commune comptait 126 habitants, en évolution de −17,11 % par rapport à 2016 (Haute-Corse : +5,15 %, France hors Mayotte : +2,11 %).
| 1800 | 1806 | 1821 | 1831 | 1836 | 1841 | 1846 | 1851 | 1856  |
| ---- | ---- | ---- | ---- | ---- | ---- | ---- | ---- | ----- |
| 855  | 897  | 780  | 846  | 850  | 869  | 866  | 976  | 1 040 |

| 1861  | 1866  | 1872  | 1876  | 1881  | 1886 | 1891 | 1896 | 1901 |
| ----- | ----- | ----- | ----- | ----- | ---- | ---- | ---- | ---- |
| 1 081 | 1 137 | 1 067 | 1 033 | 1 093 | 974  | 998  | 987  | 901  |

| 1906 | 1911 | 1921 | 1926 | 1931 | 1936 | 1946 | 1954 | 1962 |
| ---- | ---- | ---- | ---- | ---- | ---- | ---- | ---- | ---- |
| 845  | 808  | 630  | 636  | 577  | 513  | 545  | 255  | 246  |

| 1968 | 1975 | 1982 | 1990 | 1999 | 2006 | 2011 | 2016 | 2021 |
| ---- | ---- | ---- | ---- | ---- | ---- | ---- | ---- | ---- |
| 236  | 148  | 113  | 125  | 132  | 151  | 155  | 152  | 136  |

| 2022 | - | - | - | - | - | - | - | - |
| ---- | - | - | - | - | - | - | - | - |
| 126  | - | - | - | - | - | - | - | - |

Ersa a compté jusqu'à 1 137 habitants en 1866.

### Enseignement
L'école primaire publique la plus proche est située à Centuri, hameau de Orche, distante de 5 km, le collège d'enseignement général à Luri à près de 27 km. Quant au lycée d'État mixte Giocante de Casabianca, il se situe à Bastia (47 km).

### Santé
Les médecin, infirmier et pharmacien les plus proches sont établis à Macinaggio. Le Centre hospitalier général de Bastia est distant d'une cinquantaine de kilomètres.

### Sports

#### Randonnées
Il existe plusieurs sentiers dont le plus connu est le sentier des Douaniers partant de Macinaggio ou de Centuri, et longeant le littoral de tout le nord du Cap Corse. Il est ouvert depuis quelques années et ne présente aucune difficulté particulière. Son itinéraire est balisé de bornes en bois ou de cairns en pierres. Il passe près des tours génoises de Sainte-Marie, d'Agnello et de Tollare.

### Cultes
L'église paroissiale Santa Maria Assunta relève du diocèse d'Ajaccio. L'ancien couvent Santa Maria Nativita ou couvent Notre-Dame-des-Anges à Botticella, est désaffecté ; ses murs abritent aujourd'hui la mairie, l'école et la salle des fêtes. Il était occupé à l'époque par 8 à 15 capucins.

## Économie

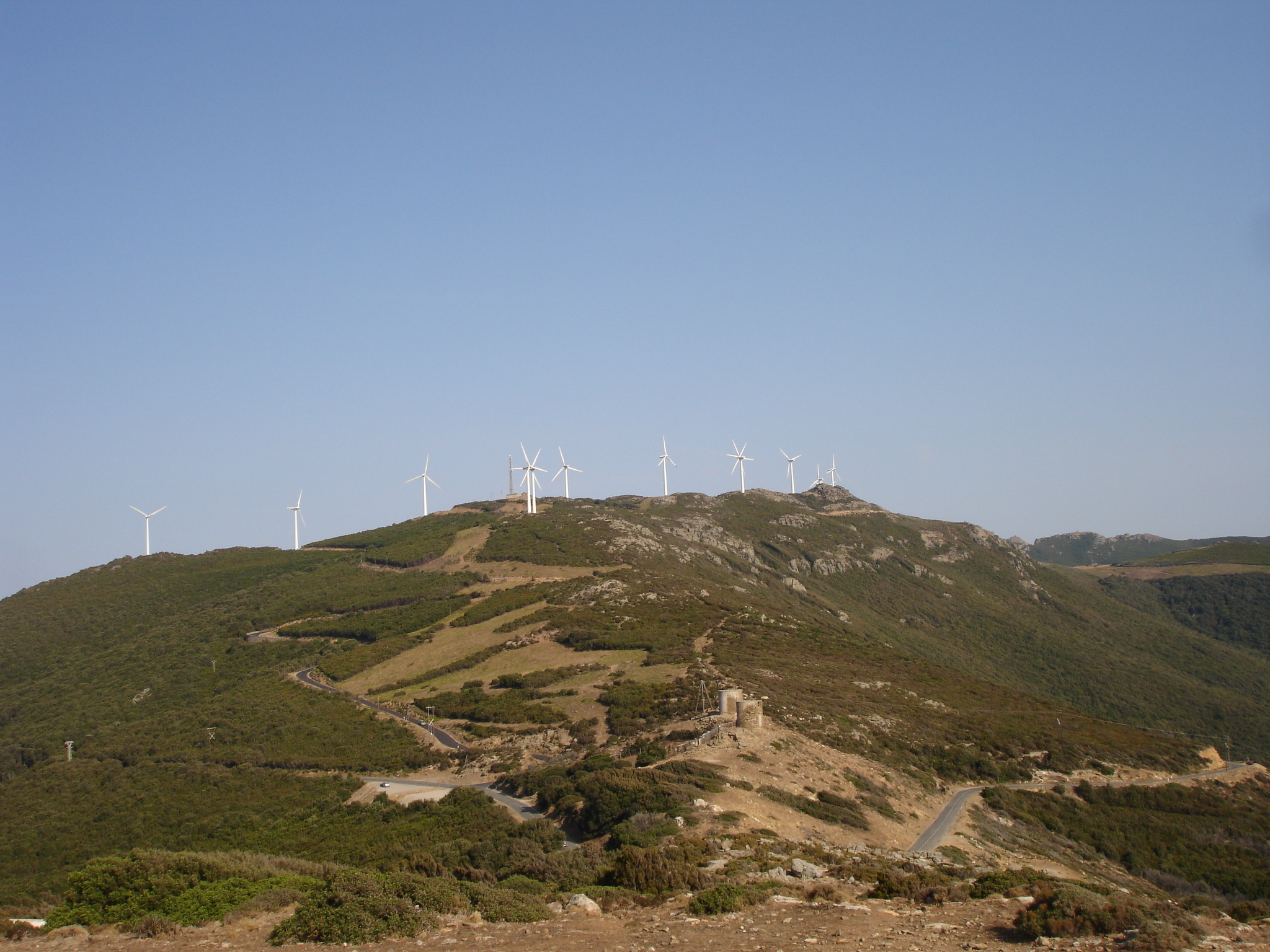
Champ d'éoliennes visibles depuis le moulin Mattei.

Les quelques ressources et productions locales sont :
- des carrières de serpentine verte (Verde Stelle) ;
- la polyculture familiale ;
- le fromage de chèvre ;
- l'artisanat créateur.

Les éoliennes implantées sur la ligne de crête au début des années 2000 sont quant à elles une source importante de revenus pour la commune. Mais c'est le tourisme qui caractérise le plus Ersa, en grande partie par la présence de nombreuses maisons secondaires. Ces maisons sont essentiellement d'anciennes maisons ruinées après l'exode rural massif de la première moitié du XXe siècle, restaurées, souvent par des descendants des familles de la commune. Barcaggio est l'endroit le plus touristique, par son petit port, ses rochers et surtout sa plage (cala Barcaghju) qui, bien que située dans la commune de Rogliano, est facilement accessible par le village. De plus, le sentier des douaniers, reliant Centuri, Ersa et Rogliano, permet de faire le tour du littoral de la pointe du Cap Corse, en passant par les marines de Tollare et Barcaggio. Sur la partie montagneuse de la commune, le moulin Mattei, récemment restauré, attire de plus en plus de visiteurs par son panorama exceptionnel sur Ersa, Centuri, Morsiglia (Mursiglia).
Le sous-sol a été source de travail et de ressources aux siècles derniers. Minerai d'Antimoine, argent et serpentine en étaient extraits. Savoir qu'entre 1898 à 1918, une mine d'antimoine (teneur 33 %) avait été exploitée au lieu-dit Salicelli. 400 tonnes de minerai en avaient été extraites. La mine a occupé jusqu'à 50 employés.

### Aménagements
La commune est dotée :
- d'un port de pêche et de plaisance à Barcaggio ;
- d'infrastructures hydrographiques :
  - deux réservoirs d'eau potable, à Botticella et à Tollare ;
  - une station d'épuration à Gualdo ;
- d'une déchetterie-recyclerie ;
- d'un parc de 13 éoliennes sur la crête de Pointe de Torricella.

## Culture locale et patrimoine

### Lieux et monuments
Ersa recèle de nombreuses richesses patrimoniales telles que les églises et chapelles avec des œuvres remarquables, dont certaines sont des lieux de pèlerinage (San Roccu, Sant'Antoninu…), un couvent de capucins aujourd'hui transformé en mairie-école, quatre tours génoises dont deux sont littorales, etc.
La commune possède de très nombreux édifices religieux de toutes structures, depuis un couvent jusqu'aux caveaux de famille construits en bordure de route, en passant par les différents lieux de culte.
Le Cap Corse occupe depuis toujours une position stratégique importante en Méditerranée. Des installations militaires construites à son extrémité nord en témoignent.

#### ÉgliseSaint-André

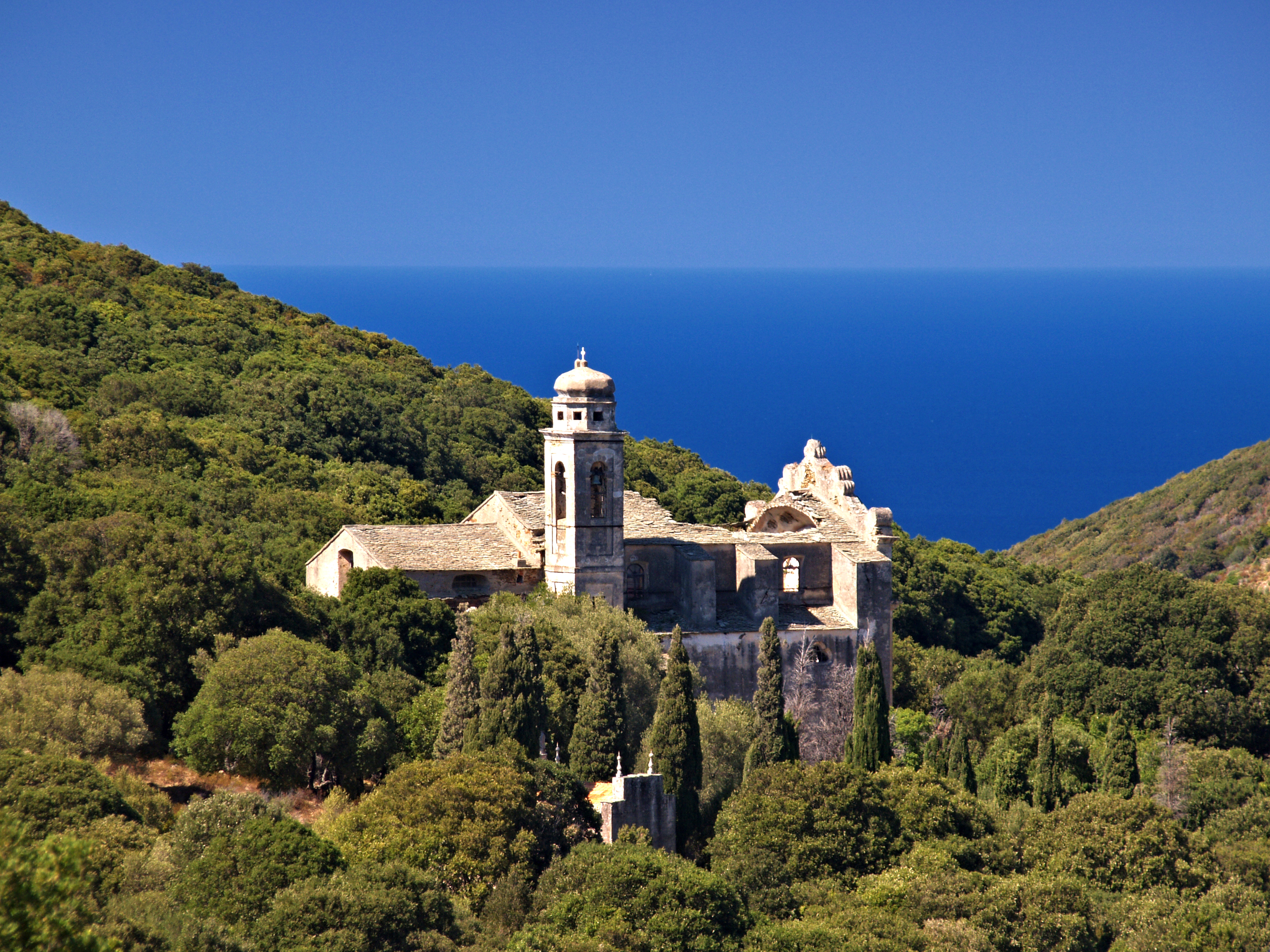
Sant'Andrea.

L'église Sant'Andrea (Sant'Andrìa) ruinée et son clocher à Granaggiolo datent de la 1re moitié XVIIe siècle. Clocher et décor intérieur sont inscrits au titre des Monuments historiques par arrêté du 2 août 1990. Elle jouxte l'ancienne confrérie Santa-Croce datant du XVIIIe siècle.

#### Église paroissialeSanta Maria Assunta
L'église Santa Maria Assunta est l'actuelle paroisse. Elle était l'église du couvent Santa Maria Nativita du XVIIe siècle. Elle renferme des œuvres classées MH ci-dessous, toutes propriétés de la commune :
- un tabernacle du maître-autel du XVIIIe siècle, en marqueterie[19]. La porte a été volée en 1980 ;
- un tableau sur toile L'Assomption de l'École italienne du XVIIIe siècle[20] ;
- un tableau sur toile Saint Étienne daté de 1654 de l'École italienne[21] ;
- un tableau d'autel Saint François et sainte Lucie aux pieds du Christ en Croix et son cadre, daté de la 1re moitié XVIIe siècle, œuvre attribuée à Nicolao Castiglioni, peintre bastiais[22] ;
- un tableau d'autel Saint Félix de Cantalice aux pieds de la Vierge à l'Enfant et son cadre du milieu XVIIe siècle, œuvre attribuée à Giuseppe Badaracco, peintre génois[23].

#### L'ancien couvent Santa Maria Natività

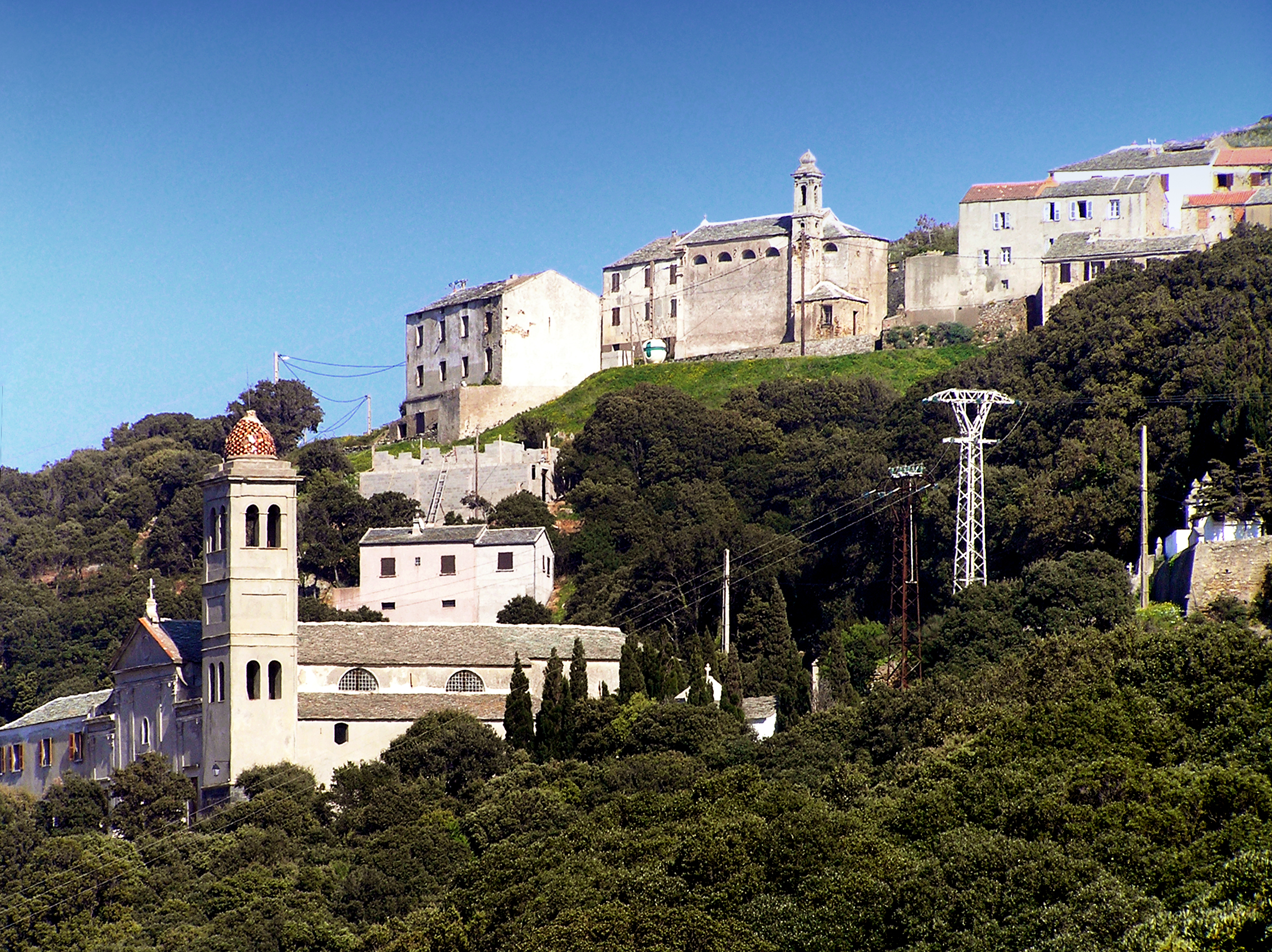
L'ancien couvent et Saint-Jean-Baptiste.

L'ancien couvent Santa Maria Nativita ou couvent Notre-Dame-des-Anges du XVIIe siècle à Botticella, était jadis dédié à la Santa Maria Santissima Delle Bonu Succorsu (Très Sainte Marie du Bon Secours). Il était occupé à l'époque par 8 à 15 capucins. Désaffecté, ses murs abritent aujourd'hui mairie, école et salle des fêtes.

#### Chapelle Saint-Érasme
Elle renferme un tableau d'autel Vierge à l'Enfant entourée de saint Érasme, saint François et sainte Catherine d'Alexandrie avec cadre, peinture à l'huile sur toile œuvre datée 1652 et signée par Giuseppe Badaracco, classée au titre des MH depuis le 24 juillet 2002.

#### Chapelle San Giovanni Battista
La chapelle San Giovanni Battista se situe à Botticella, au-dessus de la route D 80. Cette ancienne église datée du XVIIIe siècle recèle trois œuvres remarquables classées au titre des Monuments historiques : 
- tabernacle du maître-autel[19] ;
- tableau L'Assomption de l'École italienne, du XVIIIe siècle[20] ;
- tableau Saint Étienne de l'École italienne, daté de 1654[21].

#### Autres édifices religieux
- Chapelle Sant'Antone à Piazza ;
- Oratoire Sant'Anna à Gualdo ;
- Chapelle Santu Pietru à Cucincu ;
- Chapelle San Ghiseppu à Poggio ;
- Chapelle San Roccu entre Freggia et Cucincu ;
- Chapelle Sant'Anna à Tollari ; elle a remplacé une chapelle San Marcu disparue. Cette petite chapelle était initialement dédiée à saint Erasme, patron des pêcheurs.
- Chapelle Santu Pietru à Barcaggio ; elle a remplacé une chapelle San Teramu (ou Sant'Erasmu) transformée en habitation et qui était située en bordure de mer ;
- Ruines de la chapelle San Pasquale sur l'île de la Giraglia ;
- Oratoire Santa Maria sur la Giraglia ;
- Oratoire Santa Lucia sous le monte Sant'Antone ;
- Chapelle Sant'Antone au sommet du mont éponyme ;
- Chapelle Santa Catalina au sommet de la cima Santa Catalina (533 m) ;
- Ancienne chapelle Saint-Nicolas au col éponyme, sur la route D 80. Un oratoire de ce vocable existe au col.

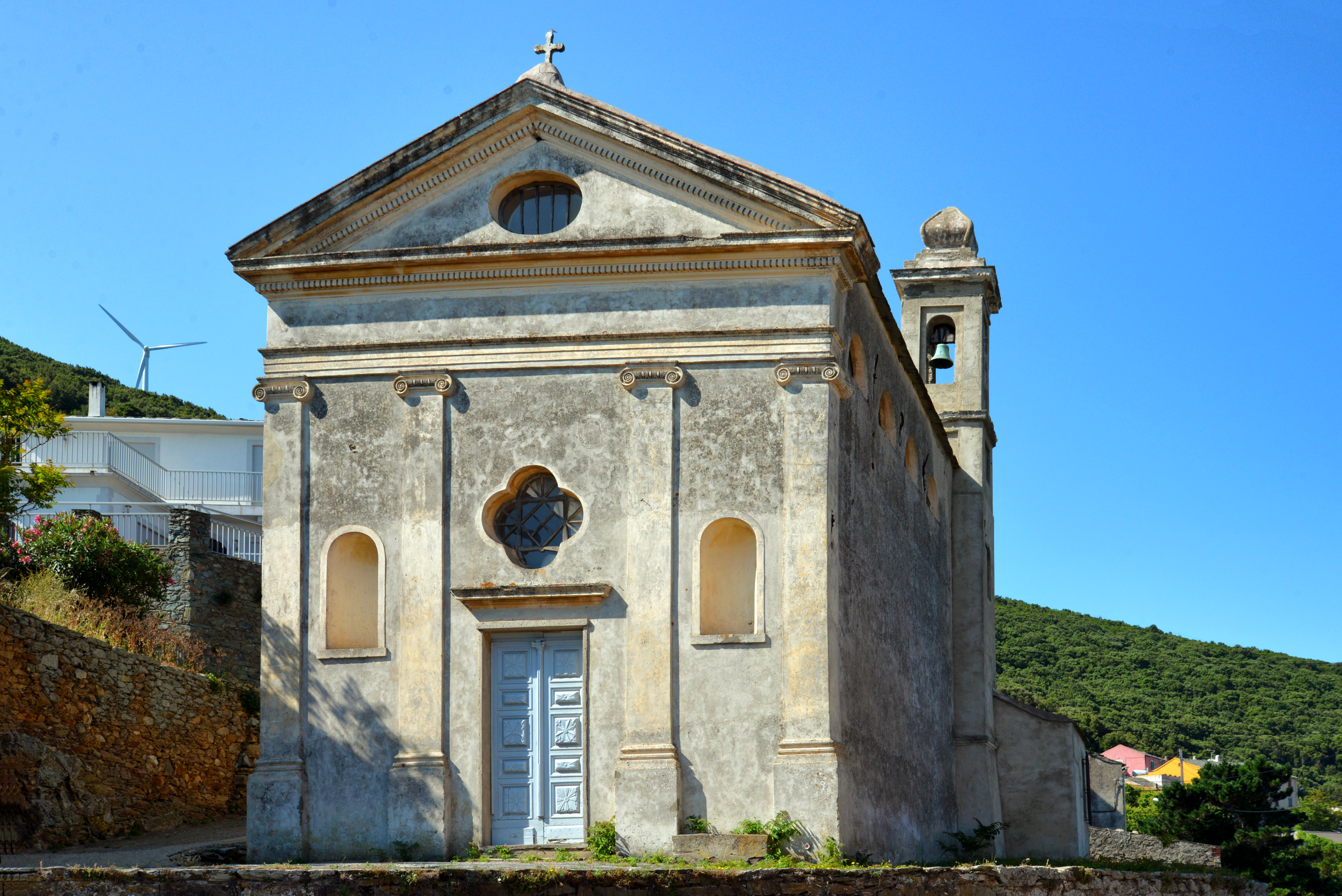
Chapelle San Giovanni Battista.
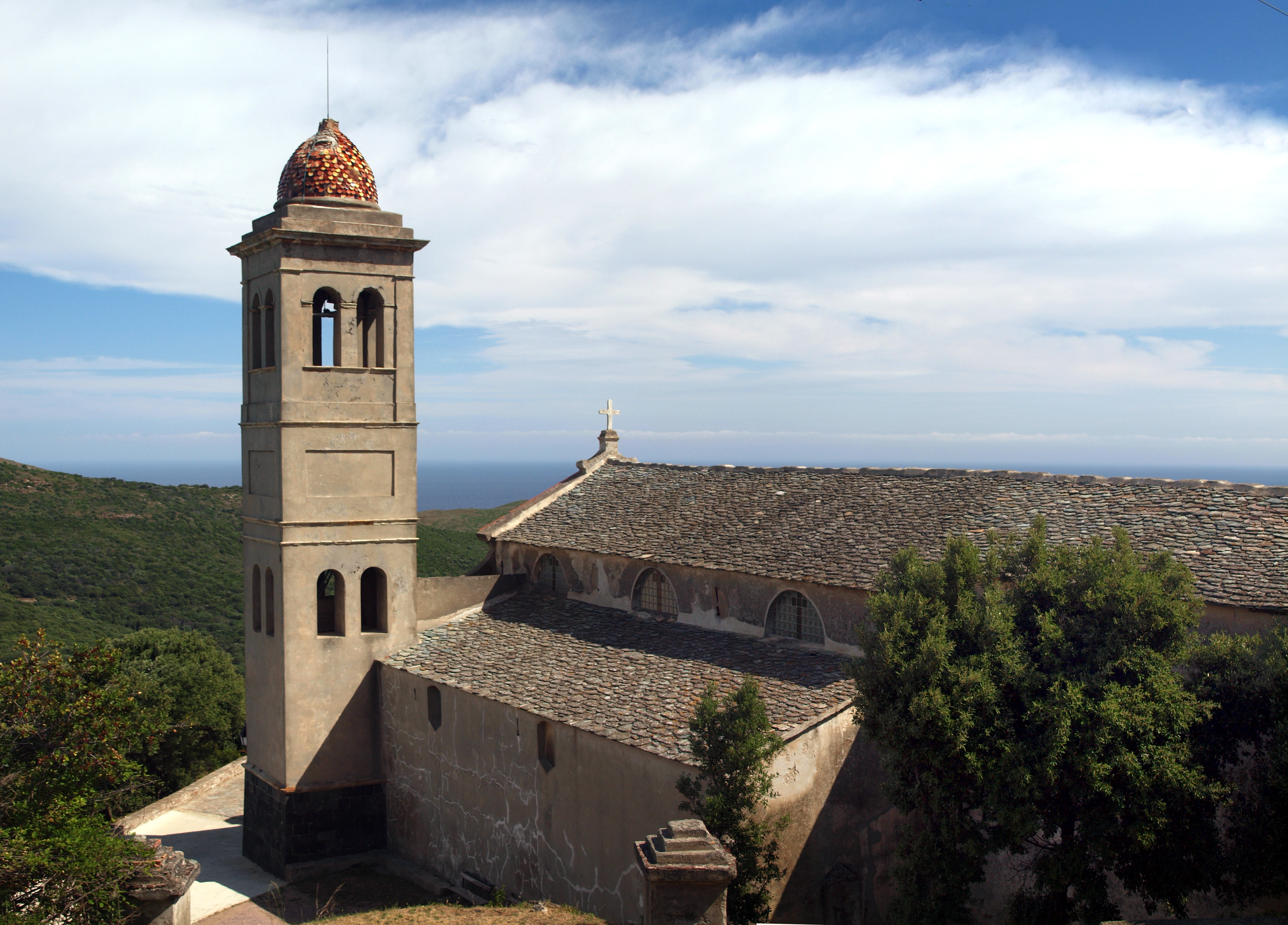
Église paroissiale Santa Maria Assunta.
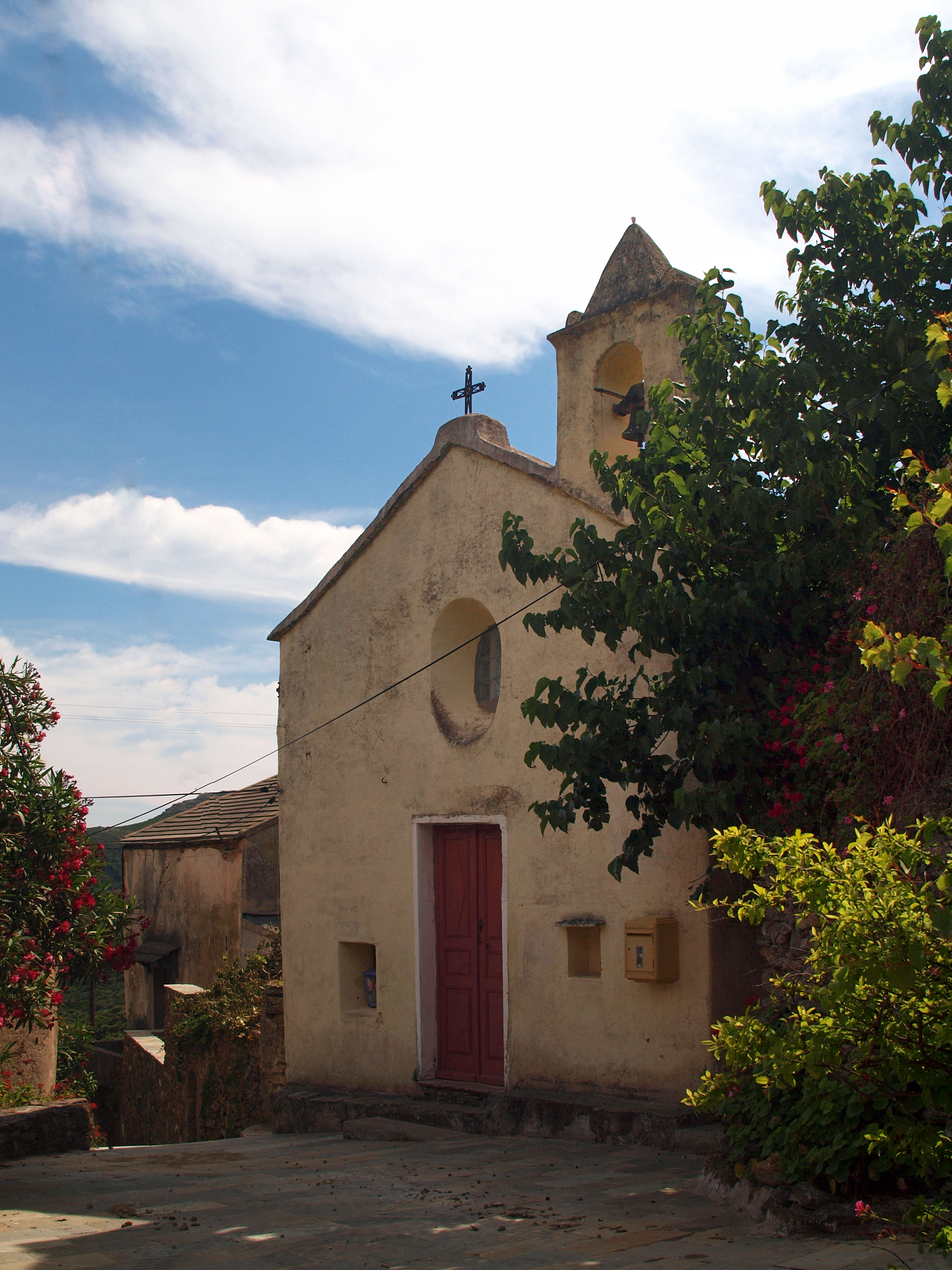
Chapelle Saint-Pierre à Cocinco.
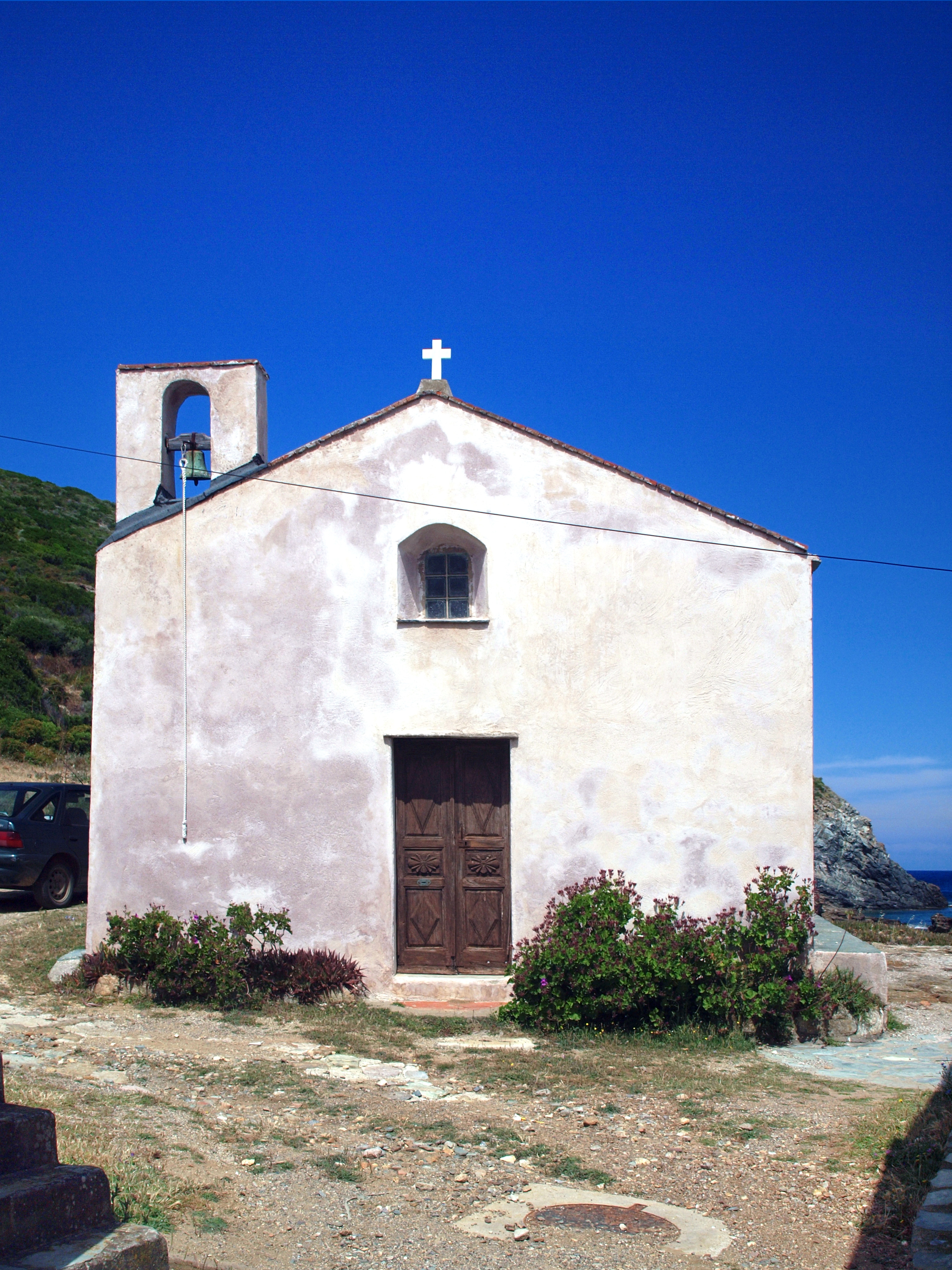
Chapelle Sainte-Anne à Tollare.
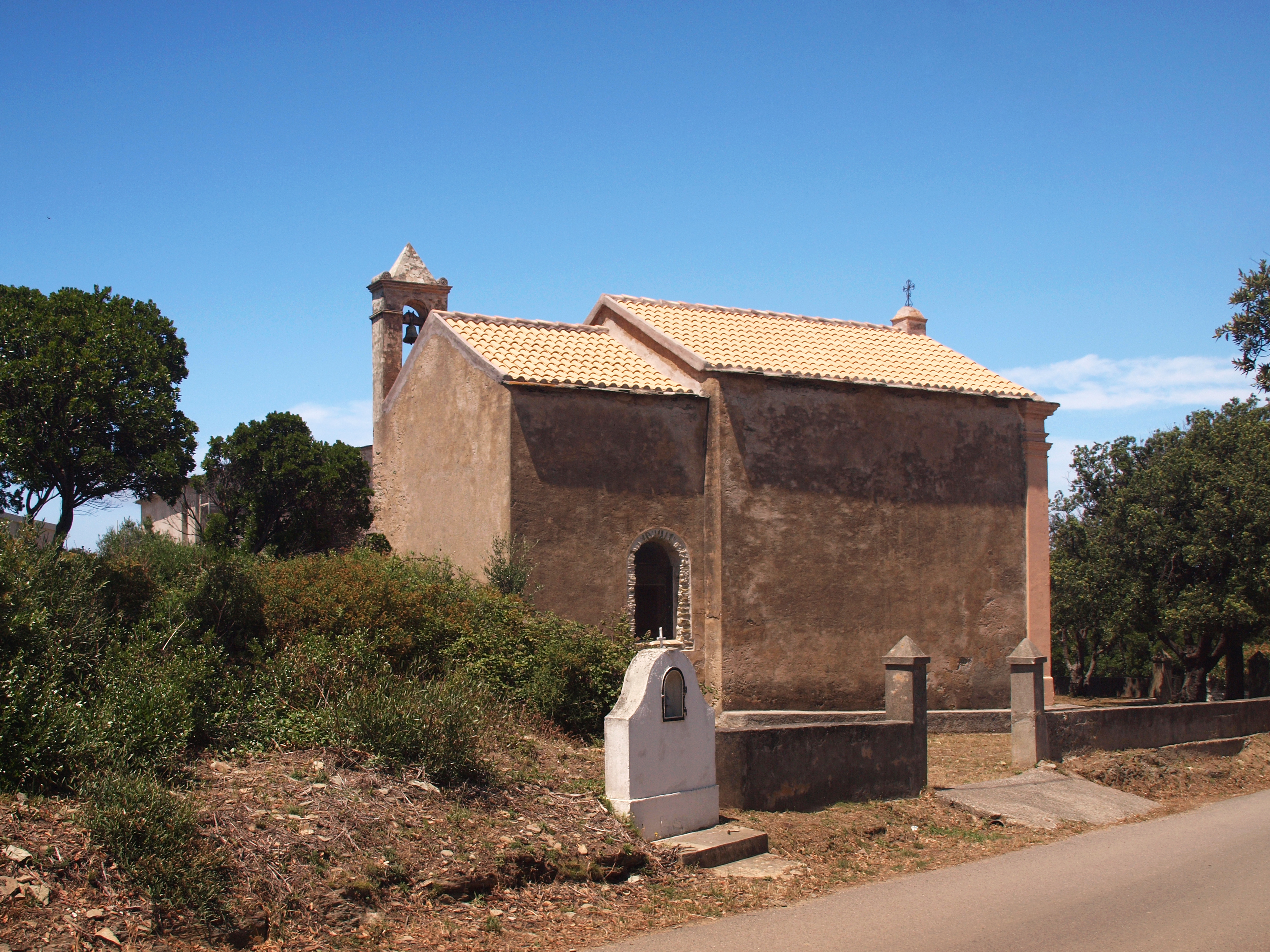
Chapelle Saint-Pierre à Barcaggio.
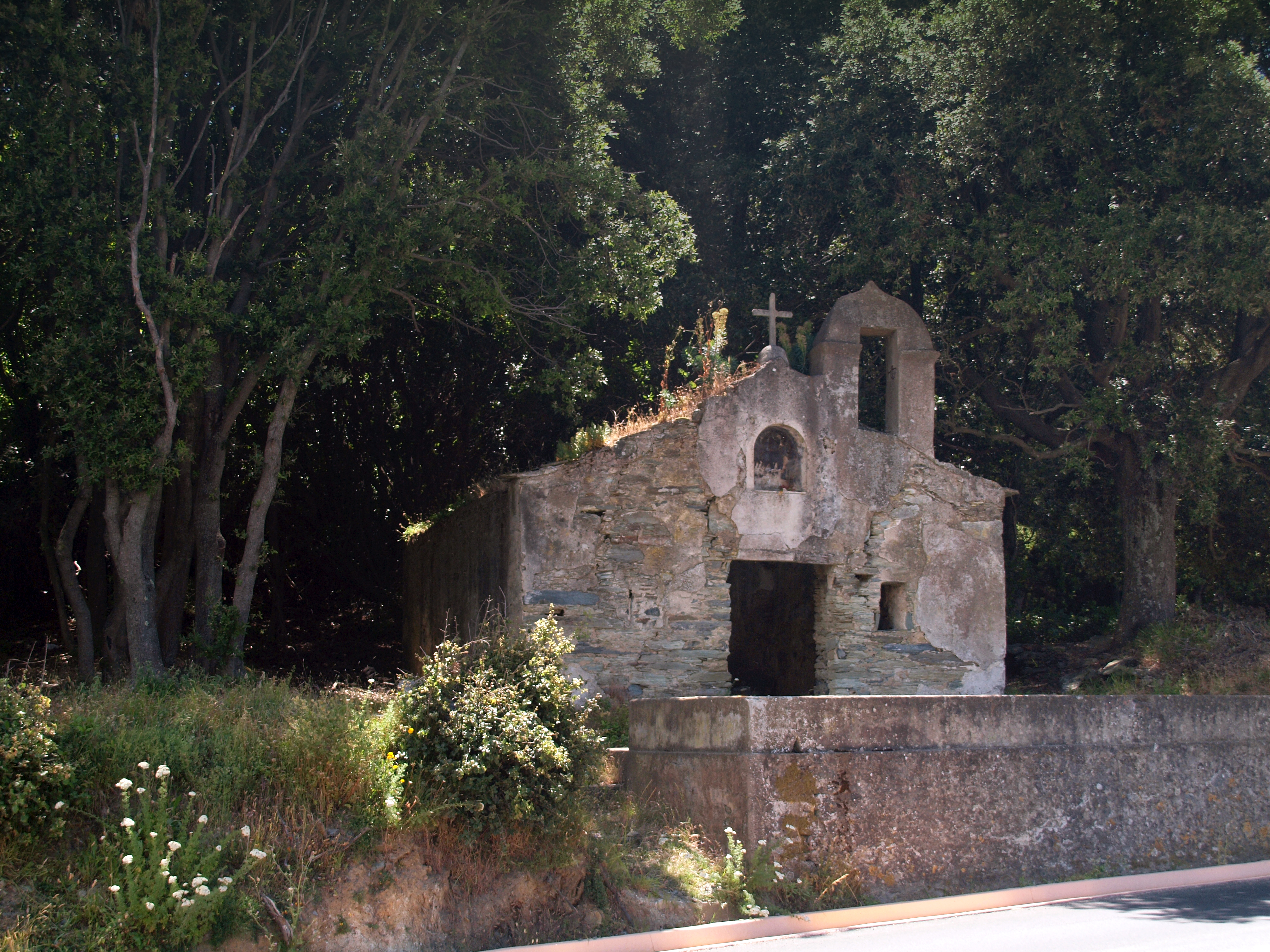
Chapelle Saint-Nicolas.

#### Maison-tour de Poggio

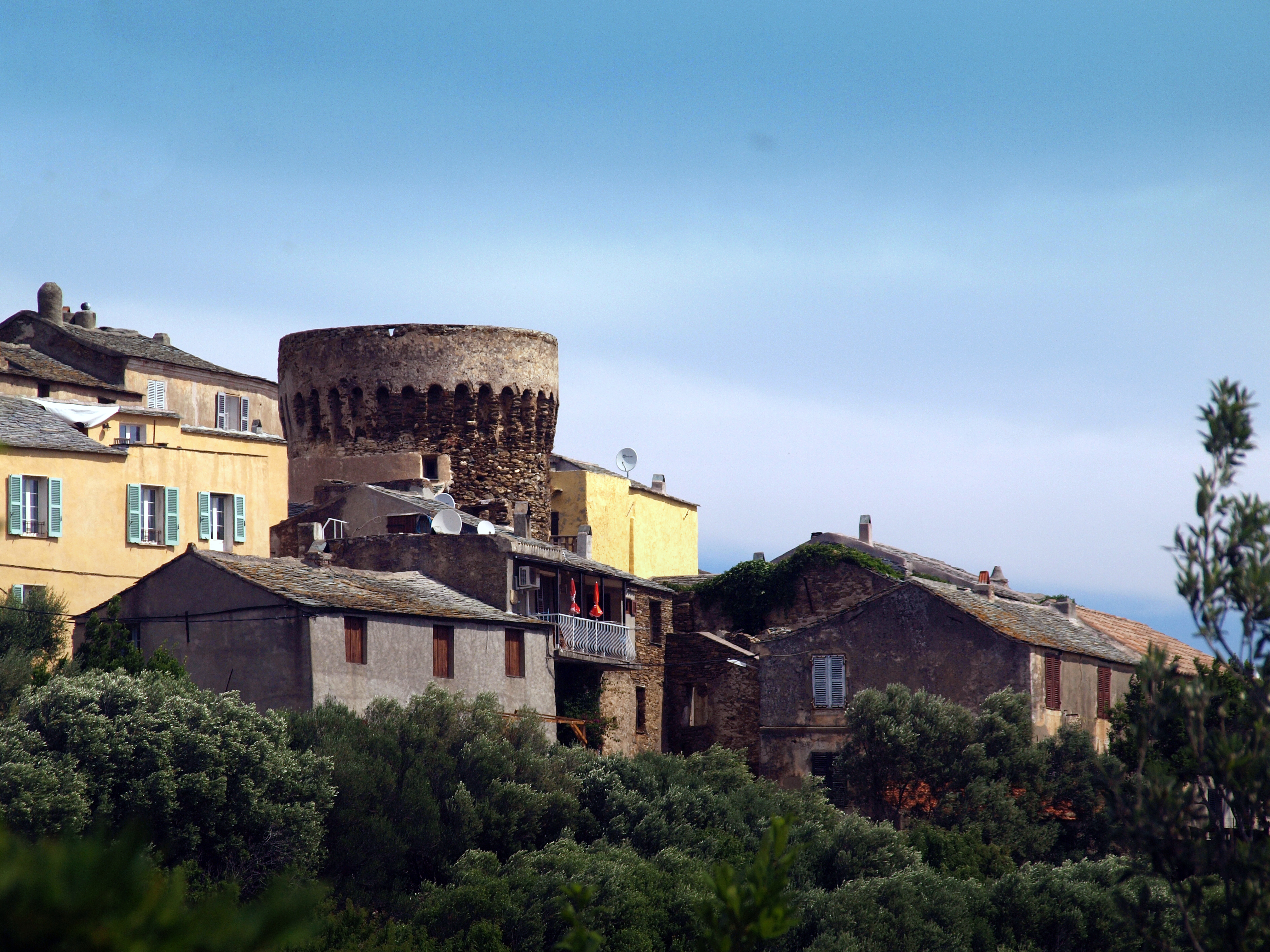
Tour de Poggio.

La maison-tour sise dans le hameau de Poggio (Poggiu), est une tour de guet datant du 4e quart XVIe siècle. Propriété d'une personne privée, elle est inscrite aux MH par arrêté du 9 janvier 2007.

#### Tour de Tollare

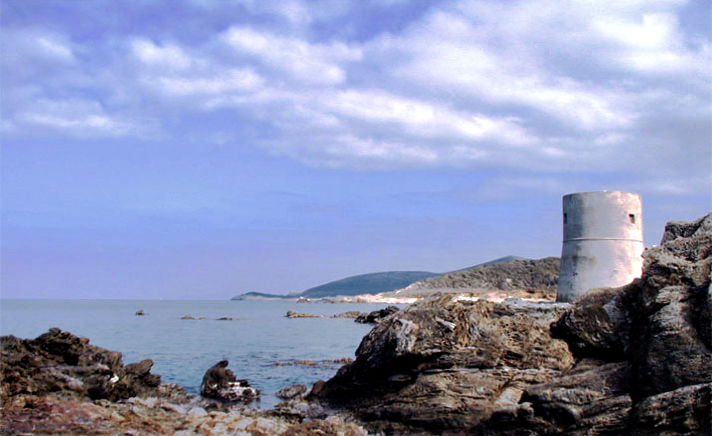
Tour de Tollare.

##### Situation
La tour génoise de Tollare également appelée tour de Dollare ou encore tour de Dodari, est une tour de guet. Elle se situe sur une pointe rocheuse à la marine de Tollare. Elle communiquait avec les tours en vue de Poggiu, de la Giraglia et d'Agnello.

##### Historique
En 1617, la tour est gardée par des hommes de Tollare et payés a pane et a vino (pain et vin).
En 1667, la tour est armée d'1 mascolo (canon) (it).
En 1700, elle est reconstruite.
Au début du XXIe siècle elle a été restaurée avec un enduit au ciment et louée à un particulier.

#### Tour génoise de la Giraglia

##### Situation
Cet édifice fortifié de structure carrée a été bâti sur l'île de La Giraglia.
La tour fait partie du système défensif génois mis en place à la fin du XVIe siècle et au début du XVIIe siècle.
Historique
En 1573, la construction d'une tour sur l'îlot est demandée.
En 1582, sa construction débute.
En décembre 1584, la tour est achevée.
En 1617, la tour est gardée par 1 chef et 2 bombardiers payés par le Sénat de Bastia.
Un inventaire de 1672, indique que cette tour possède comme armement : 2 Sagri, 5 mousquets et 1 spingardo (it).
En 1764, la tour est prise par les rebelles Corses aux dépens des Génois.
Propriété de l'État, la tour est classée MH par arrêté du 11 février 2008.

#### Le phare de la Giraglia

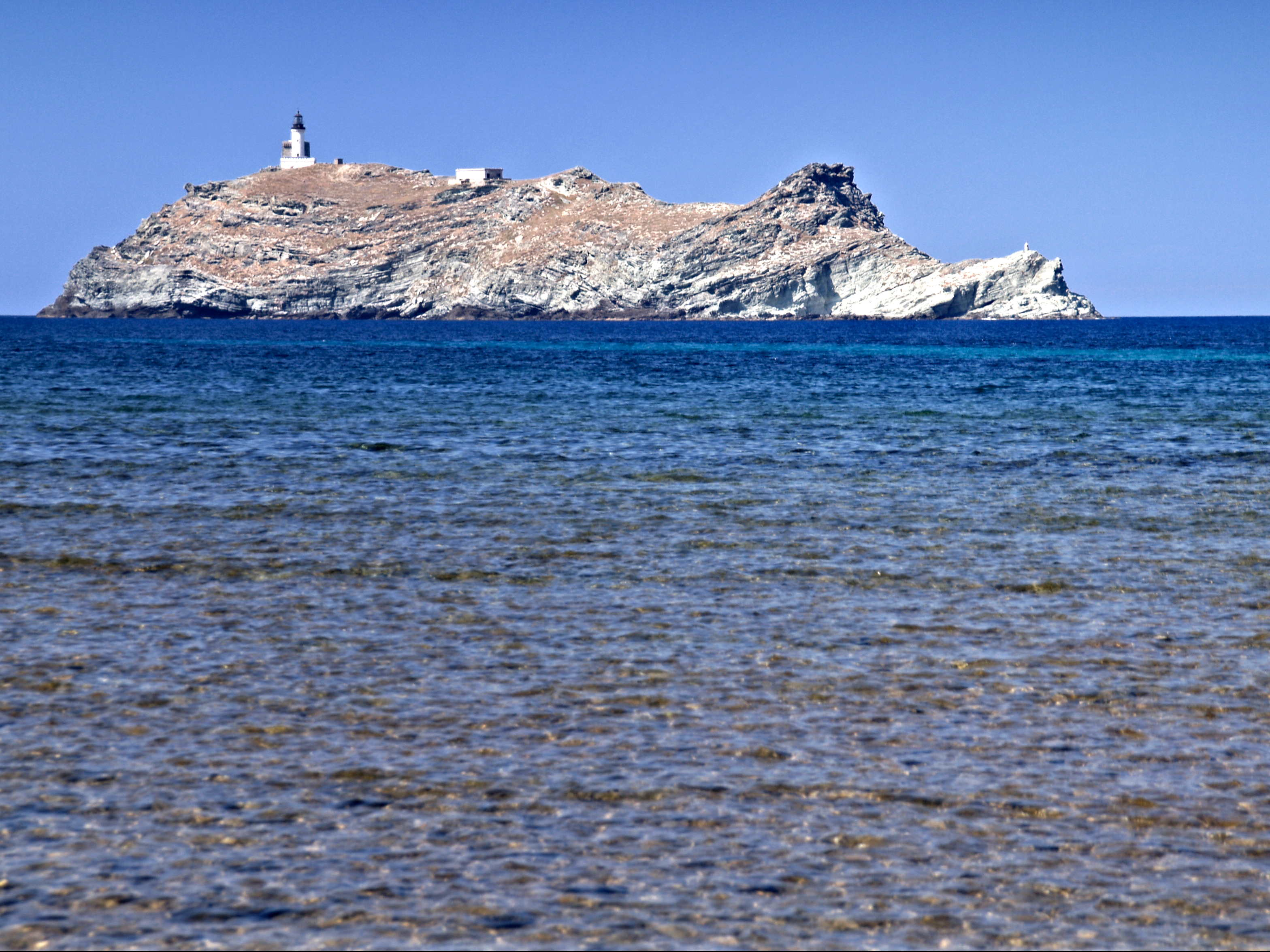
Phare de la Giraglia.

Comme son nom l'indique, le phare a été bâti sur l'île de la Giraglia fin 2e quart du XIXe siècle. Il est l'un des cinq premiers à avoir été construits en Corse. Il présente une allure de château fortifié avec créneaux. Il a été allumé en 1848. Le phare en totalité, y compris la plate-forme extérieure, la citerne et l'ancienne casemate, est inscrit aux MH par arrêté du 11 février 2008.

#### Le sémaphore du Cap Corse
Le sémaphore du Cap Corse a été construit sur le Capo Grosso. Y sont assurées des missions de service public : la veille sur la fréquence de détresse, la surveillance, la participation à la coordination des opérations de sauvetage en mer avec le CROSSMED, la diffusion de bulletins météorologiques périodiques, etc.
Il est toujours en activité. Le service est assuré par des militaires de la Marine nationale.

#### L'ancienne station radar de Torricella
Sur la Pointe de Torricella (562 m) était installée une station radar militaire, de nos jours démontée. Punta Torricella (562 m) autrefois nommée Punta di Mandrioni, était coiffée jusqu'en 1980 d'une grande coupole blanche abritant un radar.
Le service était assuré par un détachement de l'Armée de l'Air de la B.A. 126 à Solenzara.
Ce site abrite aujourd'hui un champ de 13 éoliennes.

#### Phare de la Giraglia
Le phare de la Giraglia (Établissement de signalisation maritime no 1625/000) date de 1839. Propriété de l'État, il est repris à l'inventaire général du patrimoine culturel - Dossier versé le 12-12-2003.

#### Mines d'antimoine dites mines d'Ersa
Les Mines d'antimoine d'Ersa se trouvent aux lieux-dits Granaggiolo, Castagnone, Fioracce, Guadicello et Sainte Marie. Elles datent des années 1851, 1881 et 1883. Plusieurs milliers de tonnes d'antimoine en ont été extraites avant leur fin d'exploitation en janvier 1919. Elles sont une propriété privée. Aire de triage, bureau et salle des machines sont repris à l'inventaire général du patrimoine culturel - Dossier versé le 10-08-2006.

#### Carrière de péridotite serpentinisée dite carrière de Mercolinco
La carrière de péridotite serpentinisée dite carrière de "Verde stelle", dite « carrière de Mercolinco » dont il ne reste que des vestiges. Elle date des 1re moitié XIXe siècle, 3e quart XIXe siècle et 1re moitié XXe siècle. Son exploitation était essentiellement consacrée à la production de matériaux de construction. Elle est une propriété privée. La carrière à ciel ouvert est reprise à l'inventaire général du patrimoine culturel - Dossier versé le 10-08-2006.

#### Les moulins d'Ersa

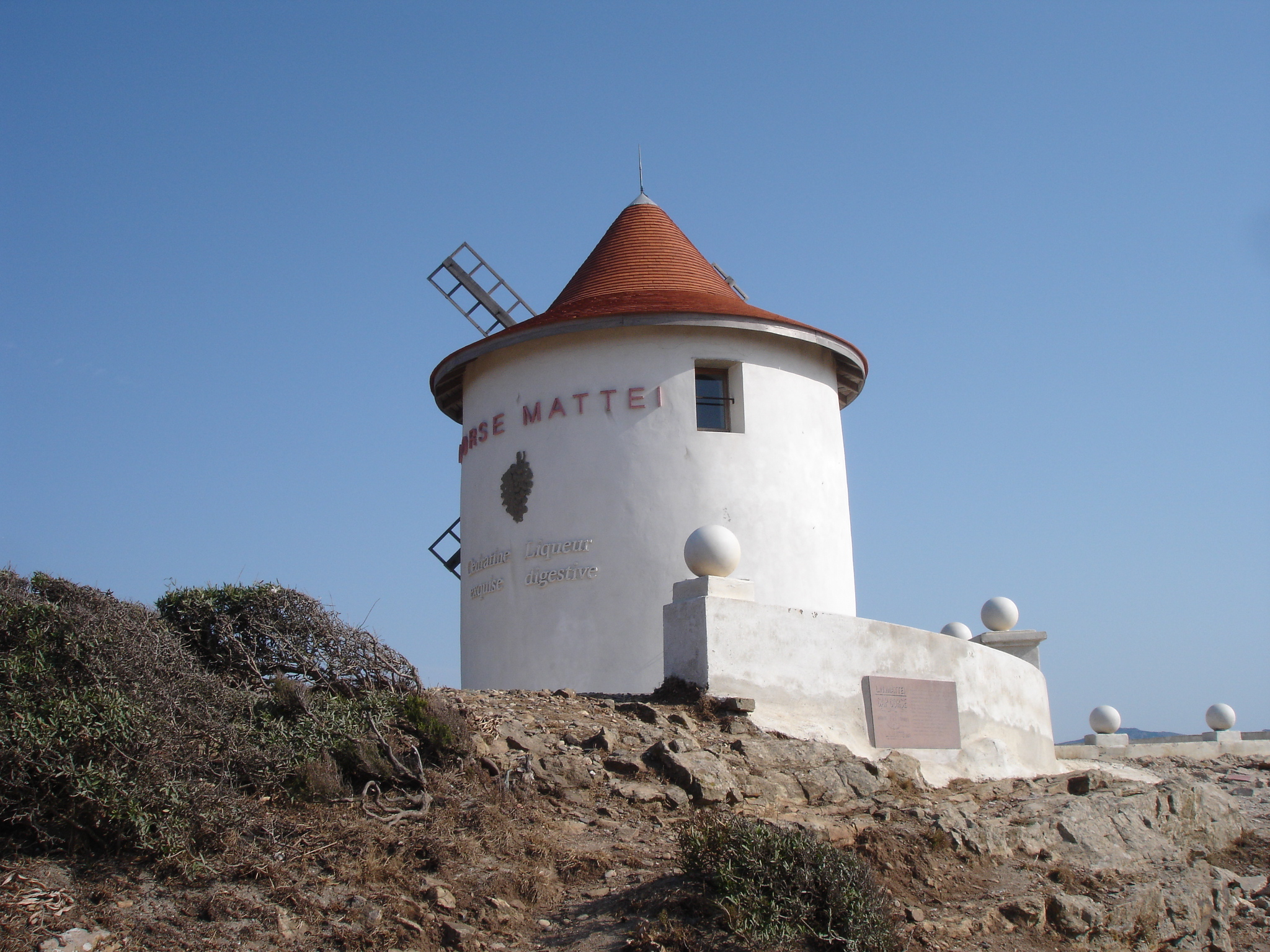
Le moulin Mattei.

À Bocca di Serra (col de la Serra) autrefois appelée Bocca di Mulini, sur la route menant à Centuri, s'élèvent trois moulins à grains : deux d'entre eux sont en ruine, et le troisième, le moulin Franceschi dit «moulin Mattei », récemment restauré. Du moulin Mattei le panorama est remarquable, tant sur mer que sur l'intérieur. On découvre ainsi les îles d'Elbe et de Capraia de l'archipel toscan, Centuri et le golfe de Saint-Florent, les montagnes du massif de Tenda jusqu'au culmen de la Corse, le monte Cinto.

#### Hameau abandonné de Suertu
Suertu (Suvertu) est un village abandonné, ruiné, sous la route D80 peu avant le col Saint-Nicolas où est un oratoire remplaçant une chapelle ruinée du même nom. Il est dominé par la crête de Mercolinco où se trouvent d'anciennes carrières de serpentine exploitées des années 1936 à 1940.

### Patrimoine naturel

#### Espaces protégés

##### Réserve de Biotope
L'île de la Giraglia a été déclarée espace protégé par arrêté préfectoral de Biotope du 9 septembre 1993, identifiée sous le numéro (FR3800383). Les 8 hectares (îlots, bancs rocheux et récifs) de son habitat abritent des espèces déterminantes, protégées comme le puffin cendré qui vient s'y reproduire et des reptiles.

##### Site du Conservatoire du littoral
Le moulin Mattei qui domine à la fois la mer Ligure et la mer Méditerranée, a été acquis par le Conservatoire du littoral. Le site d'environ 1 ha, est repris à l'inventaire national du patrimoine naturel sous l'appellation Moulin de Calbelle - Moulin Mattei (FR1100525).

#### ZNIEFF
La commune a des terrains classés en zone naturelle d'intérêt écologique, faunistique et floristique (ZNIEFF) (2e génération), sur deux sites :
Capo Bianco
Les falaises de Capo Bianco, à cheval  sur Centuri et sur Ersa, couvrent une bande côtière d'environ sept kilomètres de long. Toute la côte, fortement escarpée, est représentée par des falaises aux pentes abruptes. Elles sont couvertes de végétation des côtes méditerranéennes (milieux à matorral à genévriers, fruticée à lentisques, maquis hauts de Méditerranée occidentale, pelouses méditerranéennes xériques et prairies humides méditerranéennes à grandes herbes). Elles portent l'appellation « ZNIEFF940013104 - Capo Bianco ». La zone couvre une superficie de 211 ha.
Île de la Giraglia

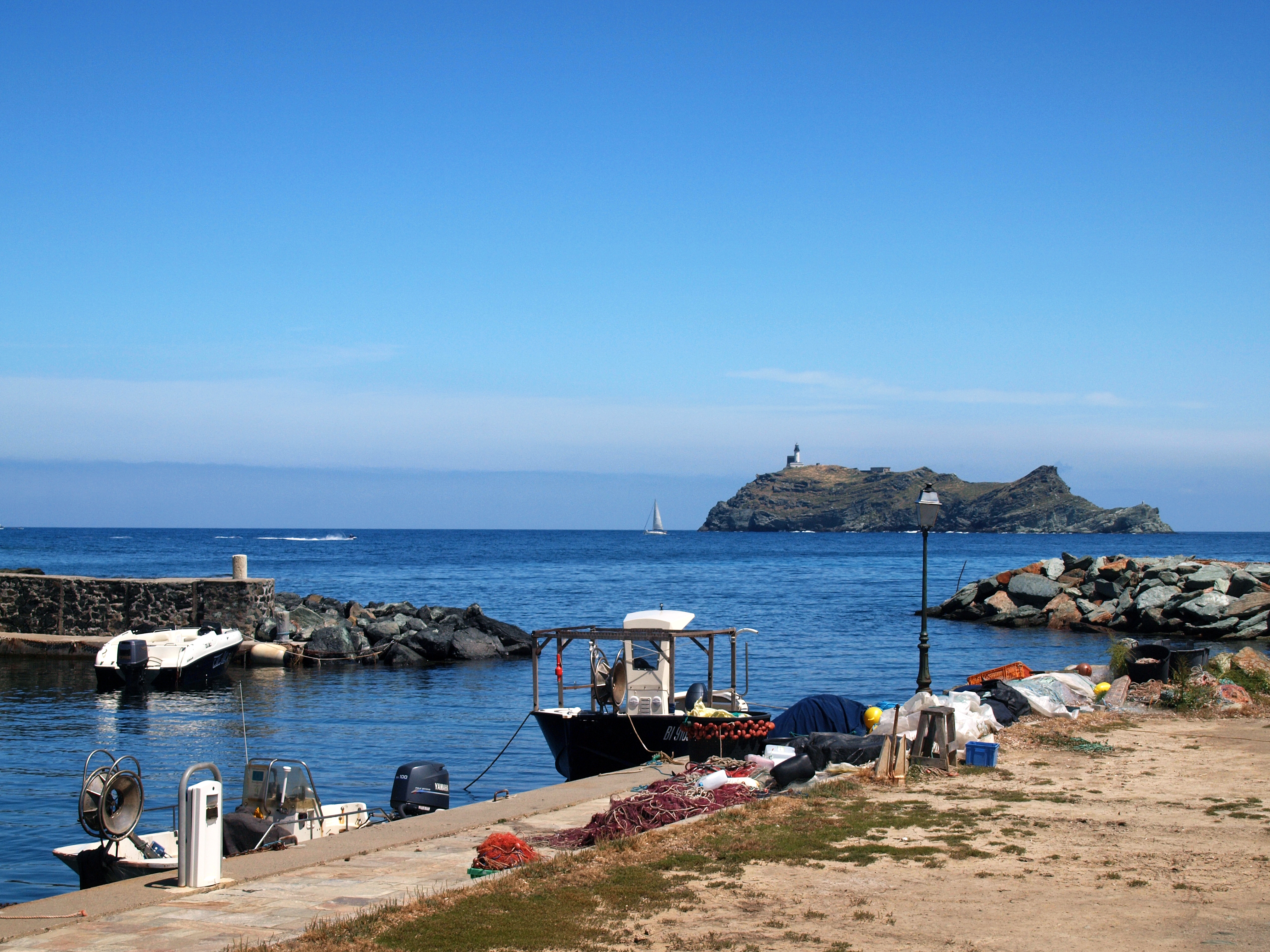
La Giraglia vue depuis Barcaggio.

L'île de la Giraglia, domaine de l'État, bénéficie de mesures de protection des sites classés selon la loi de 1930, pour les intérêts écologique, faunistique et oiseaux qu'elle présente. Ses 9 ha de superficie portent l'appellation « ZNIEFF940013105 - Île de la Giraglia ».

#### Natura 2000
Plateau du Cap Corse
Toute la côte septentrionale de la commune y compris la Giraglia (en ZPS « Iles Finocchiarola et Côte Nord » FR9410097) et une grande partie du plateau continental font partie du site Natura 2000 appelé « Plateau du Cap Corse », identifié sous le numéro FR9402013. Ce vaste domaine maritime ceint le Cap Corse depuis Cap Sagro (Brando) à l'est, jusqu'à l'ouest du désert des Agriates.

### Personnalités liées à la commune
- Pascal de Bonavita qui devint compagnon de Rochambeau.
- Antoine Bonifacio (Ersa 1866 - Nice 1933. Écrivain et poète de langue corse avec le pseudonyme de Tiziu. "A Prima Grammatichella corsa" (1926) écrite en vue de l’unification de l’écriture, n’a eu comme résultat que la rédaction d’autres grammatichelle[36].
- Joseph-Marie Massei (d’une famille originaire d’Ersa. Grand Chancelier de Pascal Paoli (1762). Fonctionnaire des Domaines après Pontenovu[36].
- Jean-Philippe Toussaint, écrivain, réalisateur belge de langue française.
- Louis-Napoléon Mattei (Ersa 1849 - Bastia 1907), créateur de l'apéritif "Mattei - Cap Corse".
- François Mattei (Ersa 1866 - Bastia 1967), industriel.